# Mazury
Mazuryⓘ (hist. Mazowsze Pruskie, Mazury Pruskie, maz. Mazuri, niem. Masuren) – region etnograficzny i geograficzny w północno-wschodniej Polsce, będący częścią Prus. Główną grupą etnograficzną regionu są Mazurzy.
Mazury są zwyczajowo traktowane jako kraina historyczna, mimo iż z naukowego punktu widzenia nie spełniają definicji tego pojęcia.

## Etymologia
Jan Grzenia podaje, że rzeczownik Mazur pochodzi od przedrostka maz- (brudzić, smolić, mazać) – pierwotne słowo maź, oznaczało smołę i dziegieć, pochodzi od zamieszkujących tutejsze lasy smolarzy – do którego dodano przyrostek -ur. Wyraz Mazury, który stanowi liczbę mnogą, był znany dopiero od XV wieku.
Trzeba podkreślić, że Mazurami, czy też częściej Mazurami pruskimi (które to określenie pojawiło się dopiero w XIX wieku), nazywano osadników z Mazowsza i ich potomków, którzy zasiedlali te tereny od XIV wieku. Jednocześnie określenie Mazur odnosiło się do rdzennych mieszkańców Mazowsza.

## Granice

### Etnograficzne

Mazury jako teren Prus zamieszkany przez mieszkańców mówiących po polsku lub mazursku.

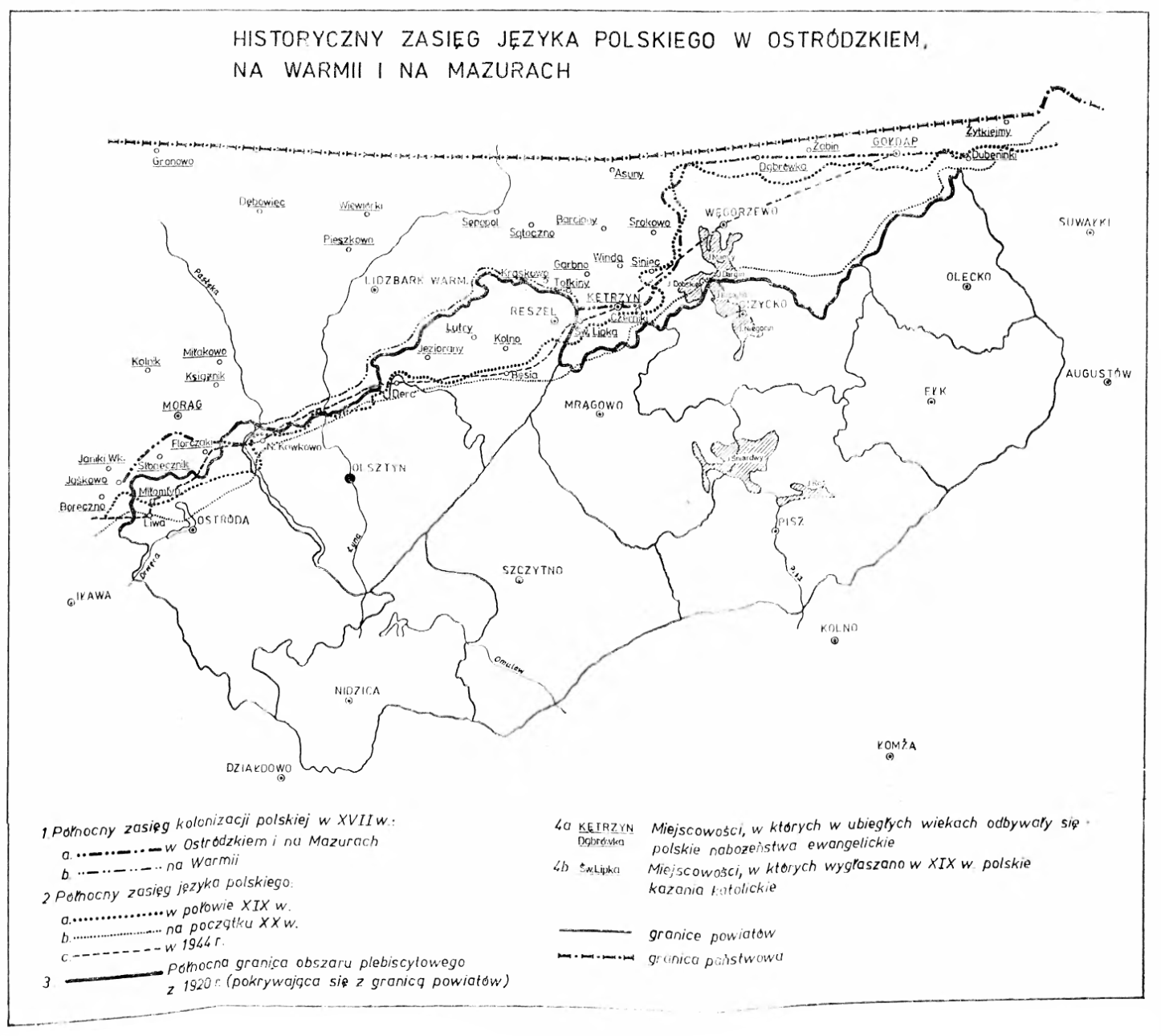
Historyczny zasięg języka polskiego (gwary mazurskiej) na Mazurach.

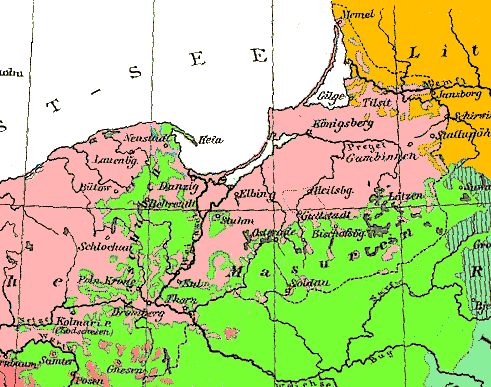
Podział językowy Prus na niemieckiej mapie z 1880. Zielony – przewaga polskiego lub mazurskiego, czerwony – przewaga niemieckiego.

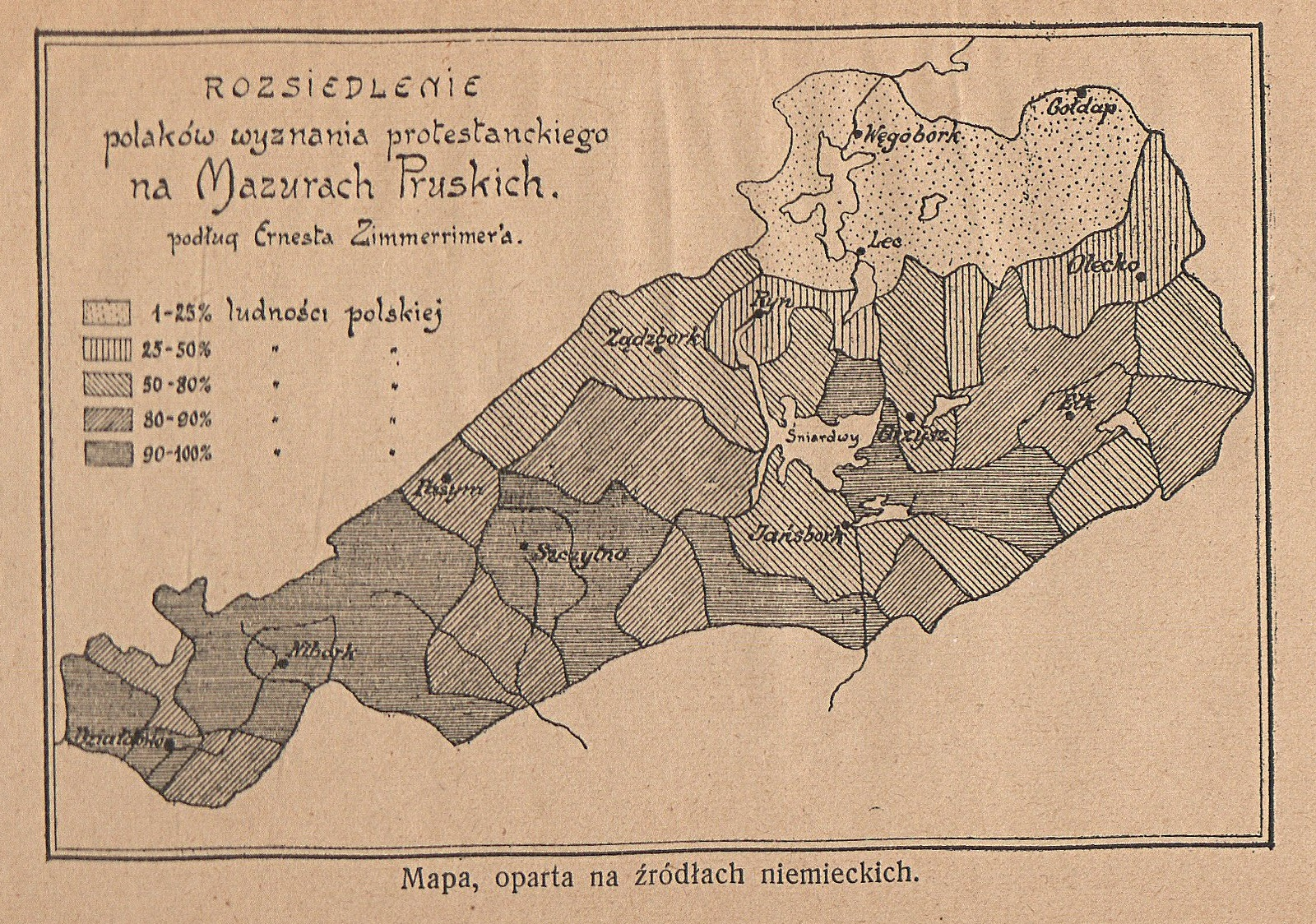
Rozmieszczenie Polaków wyznania protestanckiego na Mazurach Pruskich.

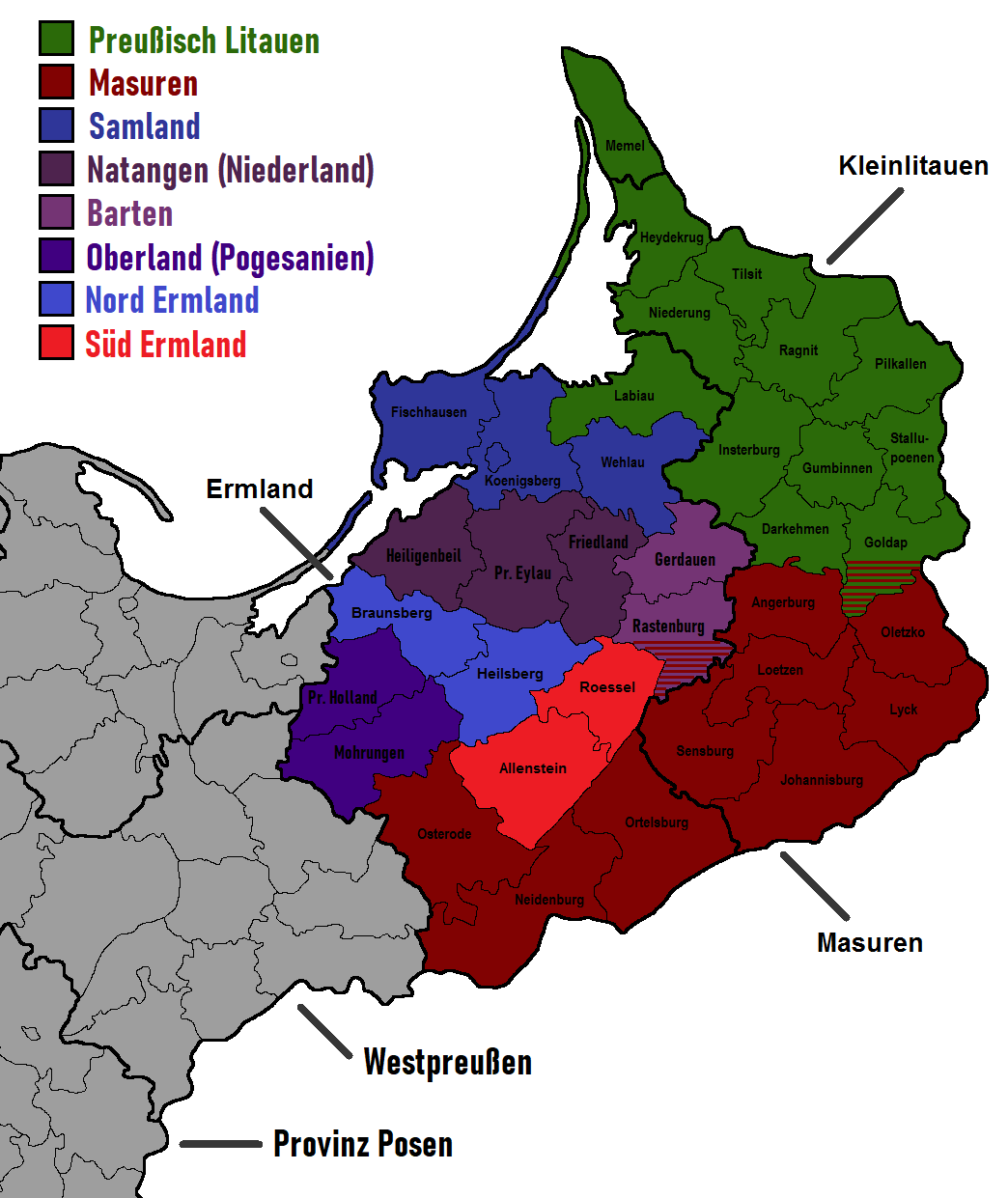
Podział Prus Wschodnich na regiony historyczno-etnograficzne

Mazury nigdy nie stanowiły odrębnej jednostki administracyjnej ani pod względem historycznym, ani kościelnym czy świeckim, dlatego po części nie da się ustalić ścisłych granic tego regionu.
Prusy kolonizowane były od południa przez ludność polską już w czasach krzyżackich, natomiast najszerszy zasięg język polski osiągnął tu po 1600 roku. Północną linię zasięgu języka polskiego wyznaczały wówczas takie miejscowości jak: Cynty (Korniewo), Bartoszyce i Wystruć (Czerniachowsk). W następnych stuleciach polszczyzna cofnęła się ku południu.
Od 1525 do 1657 roku Mazury były pod zwierzchnictwem Polski stanowiąc część lennych Prus Książęcych, które przeszły w 1525 na protestantyzm. Wraz z reformacją narodziła się odrębność regionu – wiara stała się głównym wyznacznikiem ludności zamieszkującej Mazury.

Od końca XIX stulecia określając granice regionu, najczęściej odwoływano się do stwierdzenia Friedricha Krosty z 1876 roku: 
„Mazury sięgają tak daleko, jak daleko ludność ewangelicka mówi dialektem mazurskim”. 
Kryterium to dotyczyło przede wszystkim ludności wiejskiej, ale za mazurskie uznawano także okoliczne miasta, w których odsetek mieszkańców mówiących po niemiecku był znacznie większy. Wojciech Kętrzyński, wybitny historyk zajmujący się badaniem dziejów Mazur, w 1868 roku pisał: 
„Nazwę kraju mazurskiego lub Mazowsza pruskiego noszą te powiaty wschodniopruskie, które począwszy od granic Prus Zachodnich ciągną się wzdłuż granicy Królestwa Polskiego aż pod Gołdap, gdzie mała przestrzeń zaludniona dziś Niemcami, dzieli Litwinów od Mazurów”. 
Linię wyznaczaną mniej więcej przez miejscowości Srokowo (Dryfort) – Węgorzewo – Gołdap uznawano za granicę rozdzielającą historycznych osadników litewskich od polskich. Za mazurskie uznawano więc powiaty:
- ostródzki,
- nidzicki (niborski),
- szczycieński,
- piski (jańsborski),
- mrągowski (ządźborski),
- giżycki (lecki),
- ełcki,
- olecki,
- węgorzewski (węgoborski),
- gołdapski – tylko południowa część powiatu
- kętrzyński (rastemborskiego) – tylko południowa i wschodnia część powiatu[13].

Takie ustalenia nie były jednak powszechne, bowiem historyk Max Toeppen z obszaru Mazur wykluczał Ostródę i Nidzicę, sytuując je w krainie zwanej Oberland. Uznawał, że tutejsi mieszkańcy mówią „czystym” językiem polskim, a nie gwarą.
Od początku XVIII wieku urzędnicy pruscy stosowali określenie „starostwa polskie”, które w obrębie historycznej Galindii obejmowały tereny od szczycieńskiego na wschód. Te na zachód, łącznie ze Szczytnem zaliczano do Prus Górnych. W 1818 roku wraz z powstaniem pruskich powiatów dotychczasowe starostwa polskie w Galindii oraz w Prusach Górnych (od Miłomłyna i Działdowa do wschodnich granic tej krainy) zaczęto nazywać Mazurami.
Zasięg języka polskiego wraz z gwarą mazurską był zmienny w czasie. Jeszcze na początku XIX wieku za parafie mazurskie uznawano nawet Bezławki w powiecie kętrzyńskim. W tym samym czasie folwarki należące do Fahrenheidów, leżące na terenie dzisiejszego obwodu królewieckiego, nosiły nazwy: Mleczak (Milchbude), Taluliszki (Auerfluss), Węgorzyn (Angerau) itp.
Z biegiem lat zasięg „mazurskości” zaczął się kurczyć, na co miały wpływ procesy germanizacyjne i modernizacyjne społeczeństwa pruskiego, a także emigracja na zachód najuboższych Mazurów. Plebiscyt w 1920 roku nie objął już powiatów węgorzewskiego i gołdapskiego, które uznano za zgermanizowane. Jednakże w okresie plebiscytu na Mazurach promowana była ulotka pod nazwą Teren plebiscytu na Mazurach, na której zaznaczony obszar regionu sięgał aż do okolic wsi Rominty Wielkie i Sosnówka (obecnie w obwodzie królewieckim). Była ona dowodem na to, że Mazury posiadały kiedyś zdecydowanie szerszy zasięg aniżeli ten, którym został objęty plebiscyt.
Po 1945 roku, wraz z wymianą ludności, Mazury pod względem historyczno-kulturowym w zasadzie przeszły do historii. W związku z tym faktem współcześnie trudno jest określić dokładny zasięg Mazur. Wiele zależy od tego jakie kryteria – mniej lub bardziej obiektywne – obierze się i do jakiego okresu będzie się odnosić.
Wyraźne granice region posiada na odcinkach graniczących z krainami historycznymi: południowym (graniczy z Mazowszem), wschodnim (graniczy z Podlasiem i Suwalszczyzną) oraz wzdłuż większości odcinka zachodniego (graniczy z Warmią oraz ziemią chełmińską, a ściślej – ziemią lubawską). Na pozostałych odcinkach granica regionu jest płynniejsza ze względu na sąsiedztwo innych regionów etnograficznych: na północnym zachodzie graniczy z Powiślem (umowną granicą zasięgu gwary ostródzkiej jest wieś Liwa), natomiast na północny graniczy z Małą Litwą (linię graniczną wyznaczają Srokowo, Węgorzewo i Gołdap). Niekiedy Mazury na przestrzeni lat częściowo pokrywały się z takimi krainami jak Prusy Górne i Prusy Dolne, jednak w przypadku tej pierwszej wyróżniano podział etnograficzny na niemieckie Prusy Górne (północno-zachodnia część, z przewagą języka niemieckiego oraz mniejszością polsko i holenderskojęzyczną) i polskie Prusy Górne (południowo-wschodnia część, przewaga gwary mazurskiej).

### Regionalizacja Mazur
Mazury nie były do końca regionem jednolitym etnograficznie. Ze względu na różnice dialektalne oraz fizjograficzne wyróżnia się dwa rodzaje podziału Mazur:

#### Podział językowy
Gwara mazurska nigdy nie była jednolita. Mazowszanie (tzw. Mazurzy właściwi) i Chełminiacy, gdy kolonizowali tereny późniejszych Mazur już co najmniej od XIV wieku, czynili to często w taki sposób, by przenosić się możliwie niedaleko od miejsca pochodzenia. Spowodowało to różnice dialektalne w poszczególnych częściach regionu. Kazimierz Nitsch, uznawany za ojca polskiej dialektologii, wyróżniał następujące obszary gwarowe na terenie Mazur:
- Ziemia ostródzka (gwara ostródzka) – wykazująca cechy dialektu chełmińskiego (okolice Ostródy i Olsztynka)[16][17]. Przynależność ziemi ostródzkiej (stanowiącej część tzw. Prus Górnych) do Mazur od lat pozostaje przedmiotem dyskusji. Gwara ostródzka różni się od pozostałych gwar wymową i pochodzeniem (nie ma na przykład mazurzenia). Mimo tego wielu rdzennych mieszkańców tych ziem z przyczyn historycznych i religijnych utożsamia ją z Mazurami[16].
- Mazury Zachodnie (gwara zachodniomazurska) – wykazująca cechy zarówno dialektu chełmińskiego, jak i dialektu zachodniego Mazowsza (okolice Działdowa, Nidzicy i Szczytna)[16][17]
- Mazury Środkowe (gwara środkowomazurska) – wykazująca cechy dialektu wschodniego Mazowsza[16]. Widoczne są w niej również wpływy Kurpiowszczyzny[15] (okolice Giżycka, Mrągowa i Pisza)[16]
- Mazury Wschodnie (gwara wschodniomazurska) – wykazująca cechy dialektu wschodniego Mazowsza. Przejawiała nawet pewne podobieństwa gwarowe do pobliskich obszarów Podlasia[15] (okolice Ełku i Olecka)[16][17]
- Mazury Północne – obszary położone najdalej na północ od Giżycka, Mrągowa i Olecka. Ze względu na silnie postępujące wpływy języka niemieckiego, tereny te zatraciły mowę mazurską zbyt wcześnie, by precyzyjnie określić ich przynależność. Prawdopodobnie gwary tych obszarów były kontynuacjami mowy środkowomazurskiej[16]. Obecnie jest to obszar nowych dialektów mieszanych[18] (część powiatu kętrzyńskiego, okolice Węgorzewa i Gołdapi)[16]

#### Podział fizjograficzny
Wojciech Kętrzyński w książce „O Mazurach” w 1872 roku na stronie 5 napisał:
„Dowcip ludowy dzieli całe Mazury na trzy części, stosując się do powierzchni ziemi i jej jakości (...). Aczkolwiek miejscami nawet na dobrych gruntach tu nie zbywa, jest jednakowoż wiele okolic, które wszystkie te trzy przymioty w sobie łączą”.
Kętrzyński wymienił następujące części Mazur:
- Mazury Piaszczyste – pod Szczytnem
- Mazury Kamieniste – pod Orzyszem
- Mazury Garbate – pod Gołdapią

## Historia

### Prusowie
We wczesnym średniowieczu obszar dzisiejszych Mazur zamieszkiwały następujące plemiona pruskie:
- Sasinowie – południowo-zachodni teren dzisiejszych Mazur, w okolicach Miłomłyna, Ostródy, Działdowa, Nidzicy, Olsztynka i Wielbarka,
- Galindowie – południowo-wschodni obszar Mazur, ciągnący się od Pasymia i Szczytna aż po Białą Piskę, Orzysz, Giżycko, Węgorzewo i częściowo Gołdap,
- Jaćwingowie – dzisiejsze okolice Ełku, Olecka i częściowo Gołdapi,
- Nadrowian – północne obszary Gołdapi,
- Bartowie – dzisiejsze okolice Kętrzyna.

### Osadnictwo polskie w Prusach

Mazowsze pod rządami Miecława około 1047 roku
W IX wieku osadnictwo słowiańskie z Mazowsza osiągnęło rubież od wsi Leszcz aż po Kajkowo koło Ostródy.
Następna fala osadnictwa słowiańskiego na ziemie pruskie nastąpiła w XI wieku po nieudanej reakcji pogańskiej, na czele której stanął Miecław, ówczesny książę Mazowsza. 
Kolejne osadnictwo mazowieckie na ziemiach Prusów jest datowane na XII wiek. Obszar plemienia Sasinów i pokrewnych im Lubawian stał się wtedy mieszanką ludności bałtyjsko-mazowieckiej. Stało się tak z powodu niemalejących ambicji książąt mazowieckich, by podbić przygraniczne plemiona pruskie, co umożliwiło większe możliwości napływu ludności słowiańskiej. Gdy Krzyżacy przybyli na te tereny, południowa Sasinia formalnie należała już do Mazowsza.
Na przełomie XIV-XVII wieku następuje kolonizacja południowego obszaru Prus przez Chełminiaków oraz północno-wschodniego terytorium przez ludność chłopską z Mazowsza.

### Zwierzchnictwo polskie

#### XV i XVI wiek

Prusy Książęce w 1525 roku.

14 marca 1440 w Kwidzynie powstał Związek Pruski – konfederacja szlachty i miast pruskich skierowana przeciw Krzyżakom. Na jego prośbę w 1454 król Kazimierz IV Jagiellończyk ogłosił włączenie regionu do Korony Królestwa Polskiego. Po pokoju toruńskim kończącym wojnę trzynastoletnią Mazury współtworzyły lenno polskie: Prusy Zakonne do 1525, a następnie świeckie Prusy Książęce. Mazury stały się jednym z wiodącym regionów polskiej reformacji, a po przybyciu Jana Maleckiego (1537) położony na wschodzie Mazur Ełk stał się jednym z wiodących polskich ośrodków drukarskich. W latach 1543–1552 w Ełku i Królewcu wydano więcej książek w języku polskim niż w całej Rzeczypospolitej. Polskie drukarstwo funkcjonowało także w innych miastach regionu, np. w Węgoborku. W 1546 powstała w Ełku tzw. Akademia Mazurska, wiodąca polskojęzyczna szkoła całych Prus Książęcych, której pierwszym rektorem został syn Jana Maleckiego, Hieronim, który położył zasługi w tworzeniu wzorców literackiego języka polskiego.

#### XVII wiek
W 1618 roku władzę w Prusach przejęła brandenburska linia dynastii Hohenzollernów. Ówczesna polityka uwikłała kraj w wiele wojen i ostatecznie doprowadziła do uniezależnienia Prus od Polski. W 1656 roku Fryderyk Wilhelm, elektor brandenburski, zawarł z królem szwedzkim przymierze skierowane przeciw Polsce. 8 października tego samego roku miała miejsce bitwa pod Prostkami, podczas której wojska Rzeczypospolitej Obojga Narodów, w tym 2 tys. najeźdźców tatarskich, pokonały sprzymierzone wojska szwedzkie i brandenburskie, biorąc do niewoli Bogusława Radziwiłła. Wojna doprowadziła do zniszczenia większości miast pruskich, w tym 249 wsi i osad oraz 37 kościołów. W latach 1656–1657 ponad 50% populacji zamieszkującej Mazury zmarła: 23 tys. osób zostało zabitych, 80 tys. zmarło z powodu chorób i głodu, a 3400 osób zostało wziętych w jasyr i deportowanych do Rosji. Zabierano konie, bydło i owce. Po podpisaniu traktatów walewsko-bydgoskich w 1657 roku i w wyniku pokoju zawartego między Polską i Szwecją w 1660 roku w Oliwie, Fryderyk Wilhelm, zwany „Wielkim Elektorem”, przestał być lennikiem Polski i stał się suwerennym władcą w Prusach Książęcych.
W latach 1633–1639, za pozwoleniem króla Polski Władysława IV Wazy, starostwem ostródzkim na zachodnich Mazurach zarządzał Jan Chrystian brzeski, jeden z ostatnich książąt z dynastii Piastów; zmarł w Ostródzie. Król Władysław IV wizytował Mazury w lipcu 1639. Wizytę opisywał towarzyszący królowi kanclerz wielki litewski Albrycht Stanisław Radziwiłł.

### Królestwo Prus

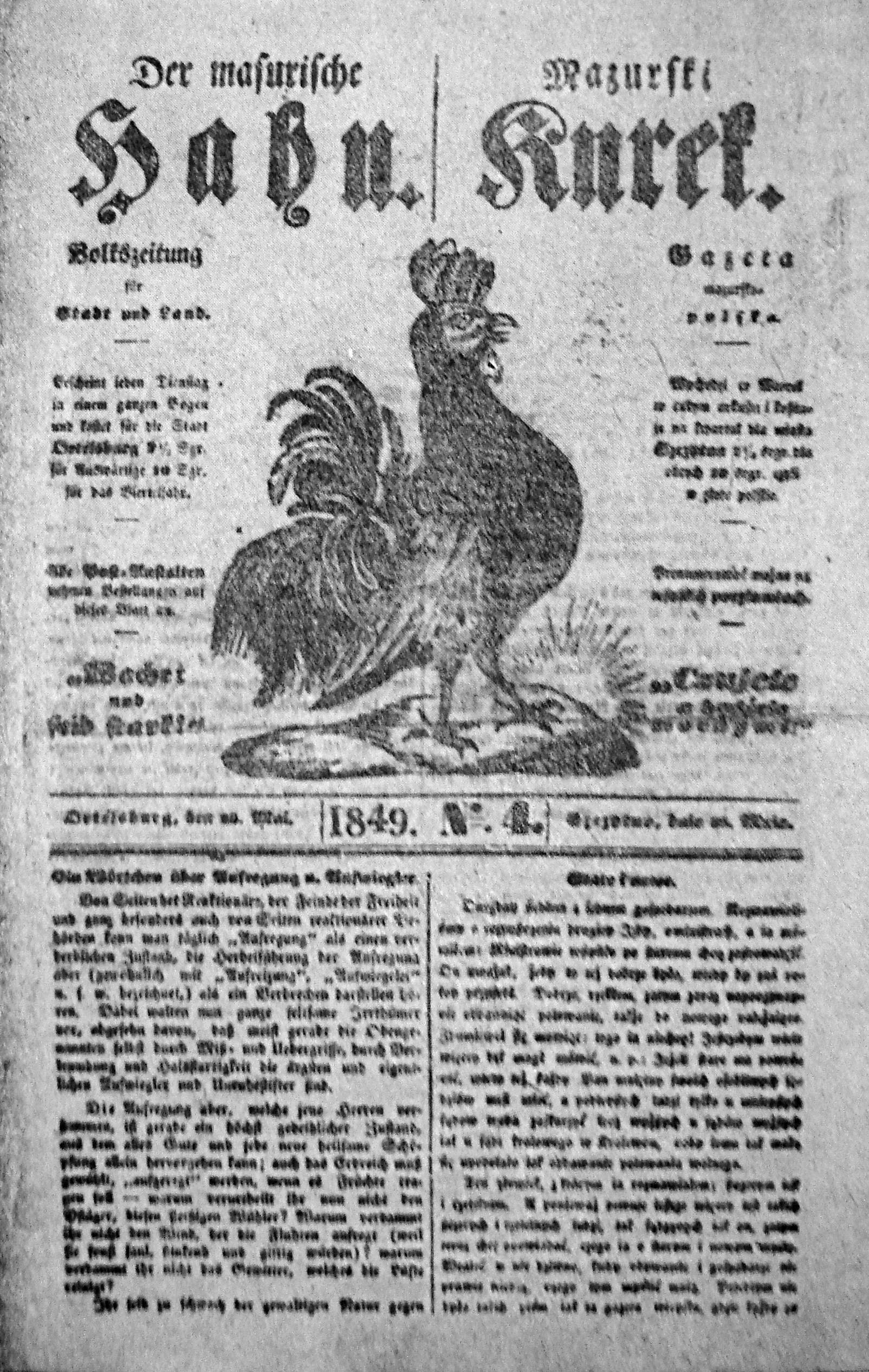
„Kurek Mazurski” dwujęzyczne polsko-niemieckie pismo wydawane na Mazurach w latach 1849–1851 z inicjatywy Ligi Polskiej.

W wyniku koronacji w Królewcu Fryderyka I na króla w 1701 roku w Prusach powstało królestwo. Następcy Fryderyka: Fryderyk Wilhelm I i Fryderyk II Wielki przekształcili Prusy w państwo militarne i biurokratyczne. Społeczeństwo zostało podporządkowane państwu. Upowszechniano oświatę, rozbudowywano ulice, sztuczne kanały. Wprowadzono uprawę ziemniaków.
W latach 1709–1711, w całych Prusach nastąpiła epidemia dżumy, wskutek której zmarło od 200 000 do 245 000 osób z 600 000 mieszkańców. Na Mazurach liczba zgonów różniła się w zależności od miejsca: najwięcej ofiar epidemia dżumy pochłonęła w Nidzicy, Giżycku, Ostródzie i Rynie. W Ełku zmarło 1300 osób, w Węgorzewie 1111, zaś w Piszu odnotowano 1036 ofiar. W Giżycku zmarło 800 z 919 osób, natomiast w Olecku przy życiu pozostało zaledwie 92 mieszczan. Ludność zmniejszyła się wtedy o jedną trzecią. W wyniku epidemii na Mazurach opuszczonych było ponad 10 tys. gospodarstw chłopskich. W latach 30. na wyludnione przez zarazę tereny sprowadzono emigrantów z arcybiskupstwa salzburskiego. Ostatnią grupą uchodźców, która wyemigrowała na Mazury, byli w 1830 roku rosyjscy filiponi (jedna ze wspólnot rosyjskich staroobrzędowców), której król Prus Fryderyk Wilhelm III udzielił azylu. 
Kolejne cierpienia przyniosły wojna siedmioletnia (1756–1763) i kontrybucje nałożone na Prusy. W wyniku I rozbioru Polski w 1772 roku doszło do połączenia Prus z Pomorzem i Brandenburgią. Od tego momentu zaczęły funkcjonować nazwy urzędowe: Prusy Wschodnie i Prusy Zachodnie. Zabór nowych terytoriów otworzył nowe rynki zbytu. Rozkwitły handel i rzemiosło.
Od XIX w. w opozycji do prób germanizacyjnych rozwijała się polska prasa. Wybrane tytuły od najstarszego: Przyjaciel Ludu Łecki, Kurek Mazurski, Prawdziwy Ewangelik Polski, Gazeta Lecka, Gazeta Ludowa, Goniec Mazurski, Mazur.

#### Oświata
W okresie panowania Fryderyka I powstają na Mazurach szkoły ludowe, a w 1714 roku pierwsze szkoły elementarne. Szkoły utrzymywane były przez gminy, urzędy dominialne, chłopów i miejscową szlachtę. Obowiązywał podatek zależny od wielkości majątku. 11 grudnia 1845 roku ukazała się ustawa szkolna, w której państwo pruskie starało się wywierać większy nacisk na jakość pracy szkół. W leśniczówkach i majątkach, w których uczyło się najwyżej kilkoro dzieci, naukę prowadziły prywatne nauczycielki. W 1873 roku do szkół wprowadzono obowiązkowy język niemiecki. W okresie panowania Bismarcka język polski wyeliminowano ze szkół, urzędów i kościołów. W drugiej połowie XIX w. obrońcy mowy polskiej: Krzysztof Celestyn Mrongowiusz i Gustaw Gizewiusz pisali memoriały, protesty i artykuły przeciw rugowaniu języka polskiego z nauczania. Ich memoriał, Gustaw Gizewiusz, dostarczył królowi Prus. W wyniku tych działań król odwołał radcę szkolnego Rettiga.

### Od 1914 do 1939 roku

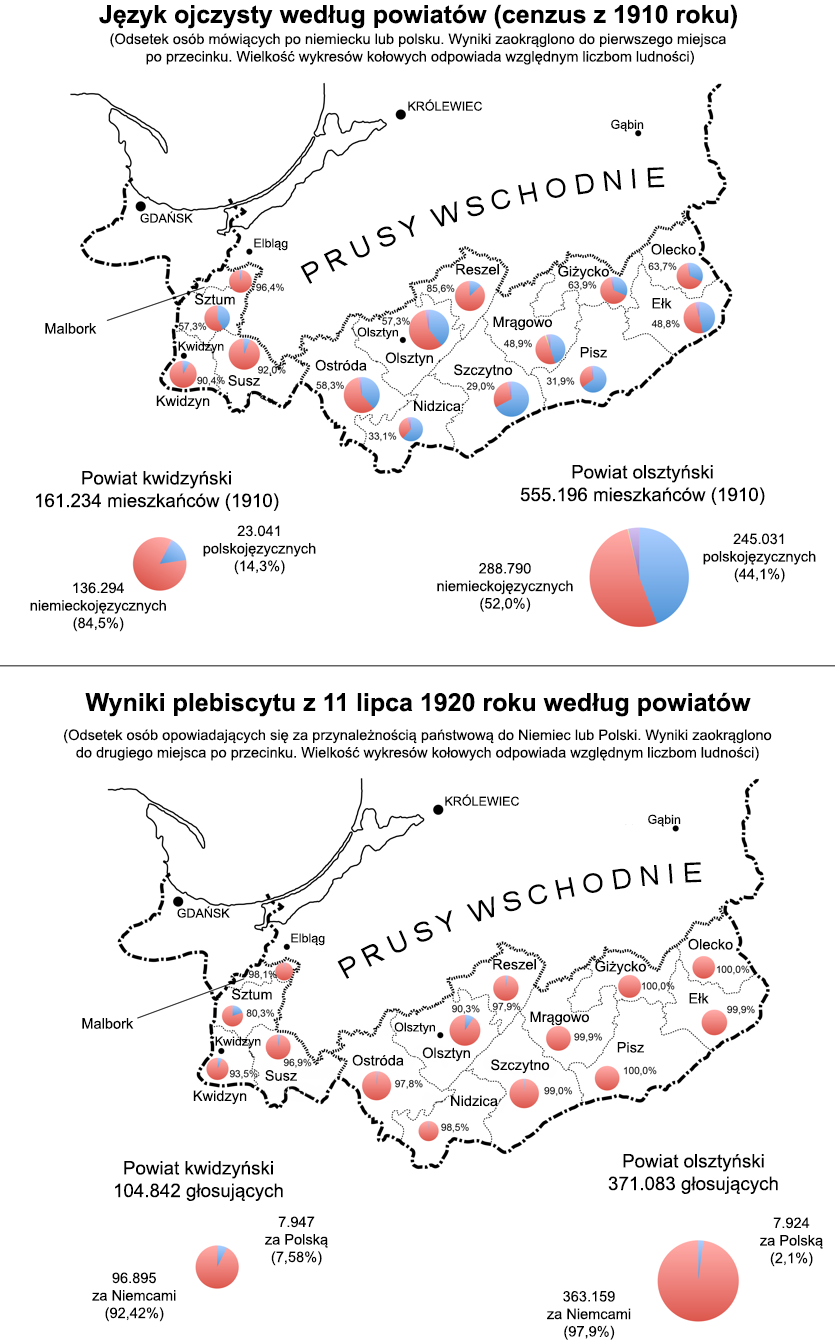
Języki ojczyste oraz wyniki Plebiscytu na Warmii, Mazurach i Powiślu w 1920 roku.

Na Mazurach toczyły się zmagania I wojny światowej, przynosząc znaczne zniszczenia wielu miejscowościom.
Powstanie II Rzeczypospolitej i przegrana Niemców zapoczątkowały spór o przynależność Mazur. Na Warmii, Mazurach i Powiślu przeprowadzono plebiscyt, mający określić do kogo mają należeć te dominia. Wyniki głosowania były dla Polski niekorzystne – 97% ludności opowiedziało się za przyłączeniem Mazur do Niemiec. Spośród miast, Działdowo zostało włączone do odrodzonej Polski.
Z początkiem lat 30. XX w. organizacje hitlerowskie na Mazurach uzyskują silne poparcie. Rządy NSDAP doprowadziły do zaniku bezrobocia, zdynamizowały rozwój gospodarczy. Poprawił się stan zamożności mieszkańców. Mazurzy otrzymali pełne prawa obywateli III Rzeszy.
W roku 1933 zaczęła się pogarszać sytuacja działaczy polskich na Mazurach. Jan Boenigk został aresztowany, Gustaw Leyding trafił do więzienia. Grożono chłopom przyznającym się do polskości i posyłającym dzieci do polskich szkół. Działalność ta przyniosła efekty – wielu przenosiło dzieci do szkół niemieckich, w wyniku czego polskie szkoły były zamykane. Mazurzy o polskich korzeniach wypisywali się ze Związku Polaków w Niemczech. Przeprowadzono urzędową germanizację nazw miejscowości oraz jezior, rzek czy lasów, które uznano za zbyt polsko brzmiące. Proces najbardziej się nasilił w 1938 roku, gdy w całych Prusach zmieniono kilka tysięcy nazw.

### II wojna światowa
Wybuch wojny stał się początkiem eksterminacji polskich działaczy. Zakazany był druk książek religijnych w języku polskim. 10 tysięcy miejscowości zmieniło nazwy na „bardziej” niemieckie.
Ze względu na przygraniczne, strategiczne położenie, w Prusach znajdowały się liczne obiekty militarne: koszary wojskowe, kwatery dowódców, bunkry, schrony i umocnienia. W 1939 roku przeprowadzono tu koncentrację wojsk mających uderzyć na Polskę, a w 1941 roku na Związek Radziecki. W gospodarstwach pracowało wielu robotników przymusowych z podbitych państw.
W 1941 w Gierłoży pod Kętrzynem wybudowana została kwatera główna Hitlera – Wilczy Szaniec i kwatery pomocnicze. 20 lipca 1944 roku w Wilczym Szańcu doszło do nieudanego zamachu na Adolfa Hitlera.
Z 2,3 miliona mieszkańców Prus Wschodnich sprzed radzieckiej ofensywy do marca 1945 roku pozostało tylko 400 tysięcy.

### Okres powojenny
Po II wojnie światowej decyzją podjętą na konferencji w Teheranie i ostatecznie w Poczdamie większą część Mazur przyłączono do państwa polskiego. Wytyczoną nową, sztuczną granicę polsko-radziecką, potwierdziła umowa podpisana w Moskwie 16 sierpnia 1945. Terytorium Prus Wschodnich podzielone zostało na część północną – którą wcielono do Związku Radzieckiego i południową – która znalazła się w granicach Polski.
Autochtoniczna ludność mazurska była bardzo źle traktowana przez ludność napływową. Uważano ich za Niemców. Po wojnie grasowały tu bandy rabunkowe.

[...] Na porządku dziennym są napady. Ludność mazurska jest nękana dniem i nocą. Cóż z tego, że Mazur otrzymuje konia czy krowę od Państwa po bardzo niskiej cenie, gdy nocą już następnego dnia przychodzi kilkunastu bandytów i zabiera mu nie tylko konia, lecz cały dobytek, jaki posiada w mieszkaniu, a on sam otrzymuje takie lanie, że nawet na drugi dzień nie ma ochoty iść i meldować o tym Milicji.

Także terenowi przedstawiciele polskich władz, w stosunku do ludności mazurskiej, działali bezprawnie.

Mazurski działacz społeczny dr Edward Szymański w artykule pt. Położenie gospodarcze ludności mazurskiej w województwie olsztyńskim pisał: 

[...] Z ogólnej ilości około 400 000 ludności wiejskiej zamieszkującej tereny mazurskie za czasów niemieckich, w trzydziestu paru tysiącach gospodarstw mniejszych i kilkuset majątkach, obecnie zostało tylko około 100 000 osób, z których część mieszka w gospodarstwach mniejszych, a reszta stanowi służbę folwarczną. [...]

Mieczysław Moczar, wojewoda olsztyński od października 1948 do kwietnia 1952, przedwojennych bojowników o polskość Warmii i Mazur uznał za wrogów klasowych. Taka postawa ówczesnych władz powodowała wyobcowanie mazurskich patriotów i była przyczyną ich wyjazdów do Niemiec. Tak się stało z potomkami ludowego poety Michała Kajki. Szykanowano Karola Małłka, pozbawiając go kierownictwa Mazurskiego Uniwersytetu Ludowego, odsuwając go na margines życia społecznego.
Autochtoni na zaostrzoną politykę władz reagowali coraz większą liczbą wniosków o wyjazd do Niemiec. Ludność miejscowa masowo występowała o poświadczenie obywatelstwa niemieckiego w RFN, ale także w ambasadach Stanów Zjednoczonych i Wielkiej Brytanii w Warszawie. Osoby nie chcące poddać się akcji ankietyzacji szykanowano niewydawaniem im listów i paczek, a także bonów mięsno-tłuszczowych.
Akcja wysiedleńcza Mazurów trwała do 1950 i objęła 72 000 osób. Pozostali zostali poddani przymusowej weryfikacji – na 120 tysięcy około 35 tysięcy odmówiło. W 1949 r. zweryfikowano siłą 19 000 osób. Nadano im polskie obywatelstwo. W kolejnych falach emigracji: w 1956 z Mazur wyjechało 30% autochtonów, a w 1975 r., w wyniku porozumienia polsko-niemieckiego, kolejnych 50 000.
W miejsce byłych mieszkańców Mazur przybyła ludność z dawnych Kresów: Wileńszczyzny, Podola i Wołynia, a także Polacy wracający z Syberii. W ramach akcji Wisła w 1947 roku przesiedlono na północny obszar dawnego województwa olsztyńskiego Łemków i Ukraińców z Polski południowo-wschodniej.

#### Prasa na Mazurach po II wojnie światowej

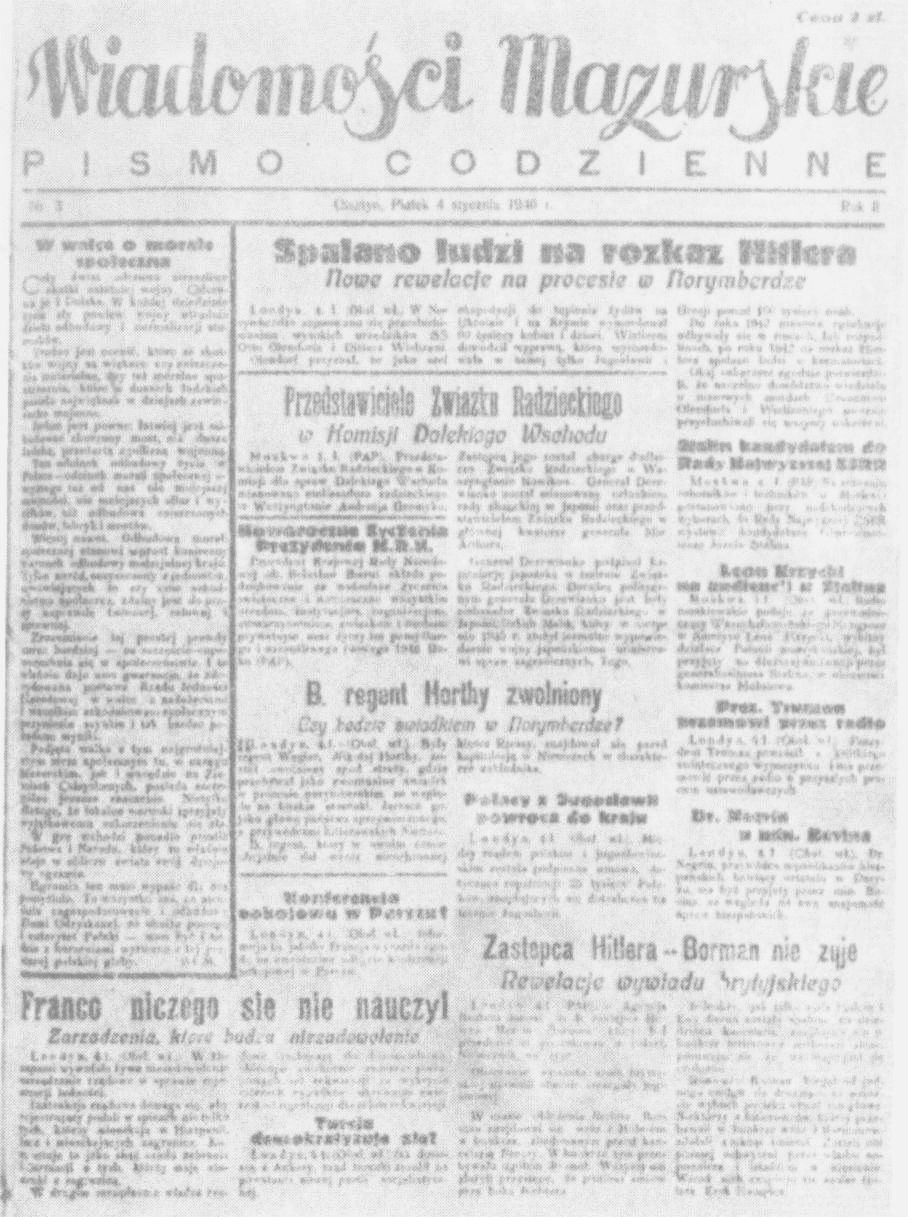
„Wiadomości Mazurskie” 4 stycznia 1946 r.

Włączenie terenów Prus Wschodnich w organizm państwa polskiego przyniosło konieczność integracji społeczności o różnych nawykach, postawach politycznych, zróżnicowanym poziomie kultury ogólnej i pochodzeniu narodowościowym. Istotną rolę odegrała tu prasa. Już w kwietniu 1945 roku pracownik Urzędu Informacji i Propagandy, Eugeniusz Modzelewski, wywieszał w olsztyńskim ratuszu pisaną ręcznie gazetkę ścienną. Wśród pierwszych, wydawanych po wojnie gazet, ukazał się Głos Ziemi – jako organ Stronnictwa Ludowego na Okręg Mazurski, pierwszy numer pojawił się już 20 maja 1945 r., początkowo jako druk powielaczowy.
Inną inicjatywą Wojewódzkiego Urzędu Informacji i Propagandy w Olsztynie były wydawane od 1 sierpnia 1945 r. Wiadomości Mazurskie redagowane przez Ludwika Zielińskiego. Ukazywały się w formacie kancelaryjnym, drukowane w dwóch kolumnach na papierze pakunkowym. Łącznie ukazało się 36 numerów. Wydawania zaprzestano na skutek konieczności zmian składu redakcji i administracji. Pismo redagowane było w duchu programu głoszonego przez Polską Partię Robotniczą.
Gazety były narzędziem antyniemieckiej propagandy. W „Wiadomościach Mazurskich” w 1947 roku napisano: Wierzymy, że oto niezadługo już pozostaniemy sami, my Polacy na tej odwiecznie polskiej ziemi wydartej z pazurów niemieckiej bestii. Ostatni numer Wiadomości Mazurskich ukazał się 30 kwietnia 1947.

### Kalendarium
Daty w historii Mazur:
- IX wiek – osadnictwo słowiańskie z Mazowsza osiąga rubież od wsi Leszcz aż po Kajkowo koło Ostródy[20][21]
- XI – fala osadnictwa słowiańskiego na ziemie pruskie po nieudanej reakcji pogańskiej, na czele której stanął Miecław, ówczesny książę Mazowsza[22]
- XII wiek – następna fala osadnictwa mazowieckiego na ziemiach Prusów[22]
- XIV-XVII wieku – okres kolonizacji południowych Prus przez Chełminiaków i ludność chłopską z Mazowsza[15][23]
- XIV/XV w. – pierwsze lokacje miast na Mazurach, głównie na zachodzie i południu regionu. Prawa miejskie otrzymują kolejno: Dąbrówno (1326), Ostróda (1329), Działdowo (1344), Rastembork (ob. Kętrzyn; 1357), Olsztynek (1359), Nibork (ob. Nidzica; 1381), Pasym (1386), Dryfort (ob. Srokowo; 1405), Ządzbork (ob. Mrągowo; 1407) i Ełk (1435)

Akt oddania się stanów pruskich królowi Polski Kazimierzowi IV Jagiellończykowi i Koronie Królestwa Polskiego, 1454, Archiwum Główne Akt Dawnych.

- 1454 – stany pruskie wypowiadają posłuszeństwo zakonowi krzyżackiemu i zwracają się do króla Kazimierza IV Jagiellończyka z prośbą o włączenie Prus, w tym Mazur, do Królestwa Polskiego. Król przychylił się do prośby i ogłosił inkorporację regionu, po czym wybuchła wojna trzynastoletnia
- 1466 – pokój toruński. Mazury stanowią część Prus Książęcych, będących lennem Polski
- 1519–1521 – wojna polsko-krzyżacka
- 1546 – w Ełku powstaje pierwsza szkoła średnia. Jej pierwszym rektorem zostaje Hieronim Malecki
- XVI w. – kolejne lokacje miast na Mazurach. Prawa miejskie otrzymują kolejno: Olecko (1560), Gołdap (1570), Węgobork (ob. Węgorzewo; 1571), Lec (ob. Giżycko; 1573)
- 1579 – w Nidzicy powstała pierwsza na Mazurach publiczna szkoła dla dziewcząt[45]
- 1611 – polski Sejm oddaje Prusy w lenno elektorowi brandenburskiemu
- 1626–1629 – Prusy cierpią w wojnie polsko-szwedzkiej
- 1639 – wizyta króla Polski Władysława IV Wazy, król gości kolejno m.in. w Ełku, Piszu, Nidzie i Szczytnie[27]
- 1645 – Pisz otrzymuje prawa miejskie
- 8 października 1656 – bitwa pod Prostkami, w której Polacy pod wodzą hetmana Wincentego Aleksandra  Gosiewskiego, wspomagani przez Tatarów, odnoszą zwycięstwo nad połączonymi siłami szwedzko-brandenburskimi
- 1656 – Tatarzy spustoszyli południowe Mazury

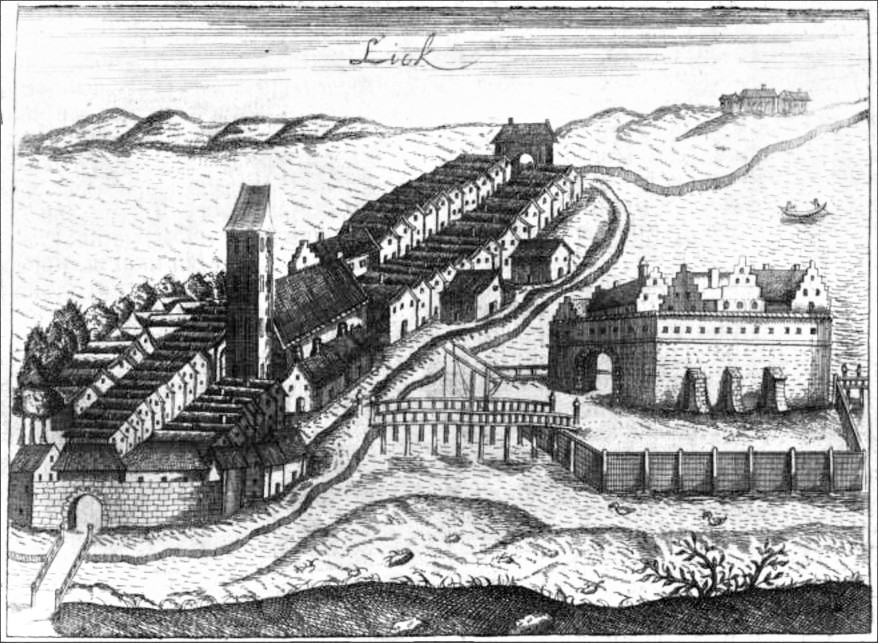
Miasto Ełk na rycinie z XVII w.

- 1657 – traktat welawsko-bydgoski. Utrata Prus Książęcych przez Polskę
- 1698 – konferencja na zamku piskim króla Polski Augusta II Mocnego i elektora Fryderyka III. Zostaje zawarta tzw. umowa piska
- 18 stycznia 1701 – w Królewcu Fryderyk III, elektor brandenburski, koronuje się na pruskiego króla
- 1708–1711 – w Prusach szerzy się zaraza
- 1709 – pobyt króla Polski Stanisława Leszczyńskiego w Piszu
- 1722–1726 – na Mazurach prawa miejskie otrzymują kolejno: Biała Piska, Szczytno, Wielbark, Ryn, Orzysz i Mikołajki
- 1734, 1736 – ponowny pobyt króla Stanisława Leszczyńskiego na Mazurach: w Piszu i Węgoborku
- 1765–1772 – w krainie Wielkich Jezior Mazurskich powstają pierwsze sztuczne kanały
- 1772 – po I rozbiorze Polski Mazury zostały włączone w skład nowo powstałej prowincji Prusy Wschodnie

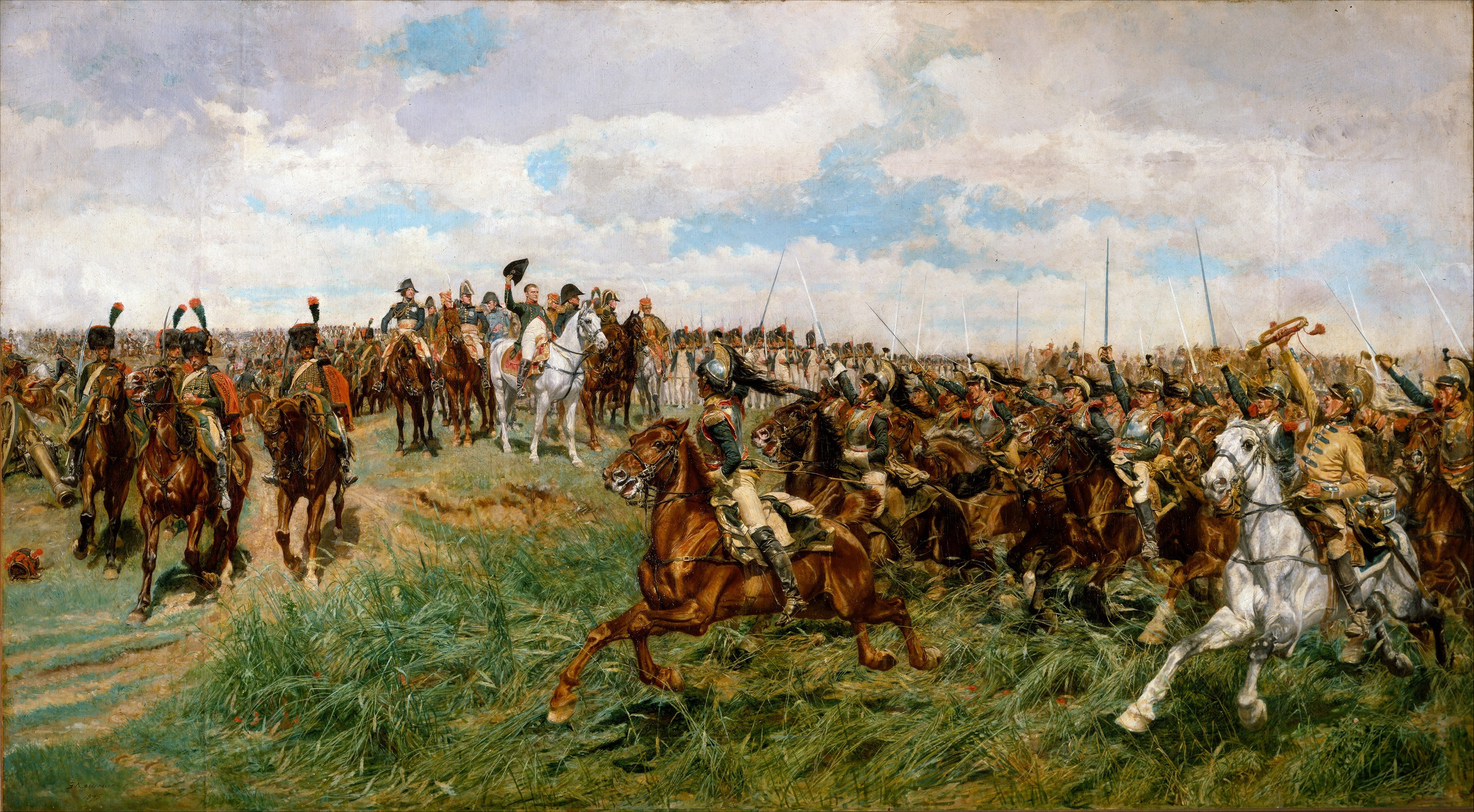
Bitwa pod Frydlandem na obrazie Jeana-Louisa-Ernesta Meissoniera z ok. 1875

- 1806 – kampania wojsk francuskich i polskich na Mazurach
- 1807
  - 14 czerwca – bitwa pod Frydlandem, w której Francuzi i Polacy odnieśli zwycięstwo nad Rosjanami. Ranny w bitwie został generał Jan Henryk Dąbrowski. Zwycięstwo utorowało drogę do utworzenia Księstwa Warszawskiego
  - czerwiec – polskie oddziały generałów Jana Henryka Dąbrowskiego i Józefa Zajączka zajmują północne i wschodnie Mazury
- 1831–1832 – epidemia cholery pustoszy Prusy
- 1845–1860 – budowa Kanału Elbląskiego
- 1867–1868 – powstaje stacja kolejowa w Ełku
- 1871 – Prusy, w tym Mazury, weszły w skład II Rzeszy Niemieckiej
- 1873 – zarządzeniem władz wycofano język polski z nauczania w szkołach
- styczeń 1882 – piórem Wojciecha Kętrzyńskiego ukazała się praca O ludności polskiej w Prusiech..., wydana we Lwowie
- 1885 – w Słowniku geograficznym Królestwa Polskiego stolicą Mazur zostaje nazwany Ełk

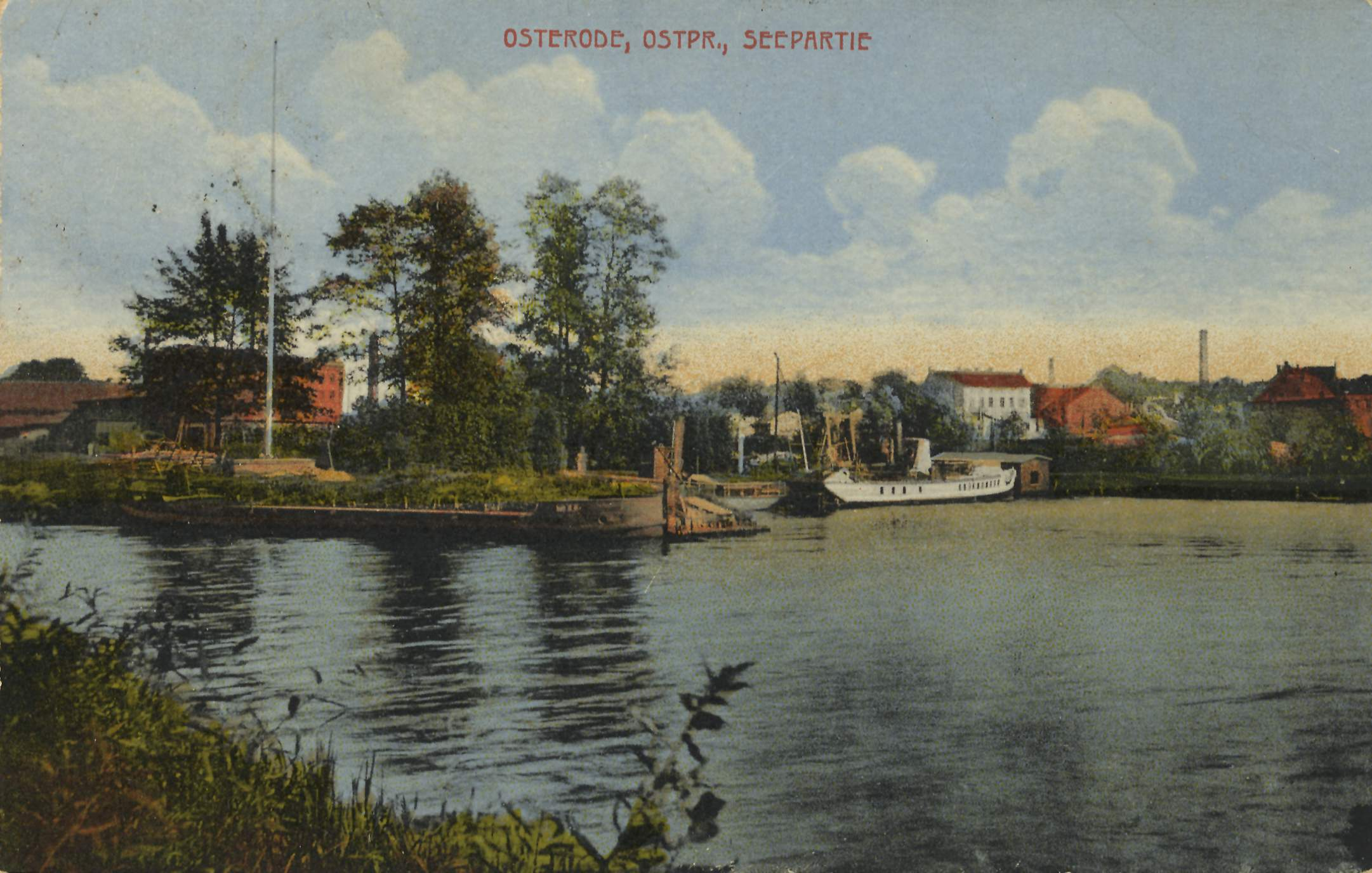
Ostróda – największe miasto Mazur na pocz. XX w.

- 1896 – w Ełku powstaje Mazurska Partia Ludowa, pierwsza organizacja polityczna Mazurów
- 1905 – największymi miastami Mazur są kolejno: Ostróda, Ełk, Rastembork i Gołdap. Populacja żadnego z nich nie przekracza 15 tys.
- 1911 – początek budowy nieukończonego Kanału Mazurskiego
- 1920 – przeprowadzone zostały plebiscyty na Warmii, Powiślu i Mazurach. Działdowo w granicach odrodzonej Polski bez plebiscytu
- 1928 – Ordynacja szkolna zezwoliła na zakładanie polskich szkół w Prusach Wschodnich
- kwiecień 1943 – Konferencja w Teheranie przyznaje Mazury Polsce
- 20 lipca 1944 – zamach na życie Adolfa Hitlera w jego kwaterze w Wilczym Szańcu
- 1945
  - Armia Czerwona zajmuje Prusy Wschodnie
  - Polska przejmuje administrację po wycofaniu czerwonoarmistów. Mazury współtworzą okręg mazurski, z wyjątkiem powiatu działdowskiego, pozostającego częścią województwa warszawskiego
  - Wydminy otrzymują prawa miejskie, by po kilku miesiącach je utracić
- 1946 – uruchomiona została żegluga na Wielkich Jeziorach Mazurskich
- 1950 – stabilizuje się podział administracyjny na Mazurach: region jest podzielony pomiędzy województwa olsztyńskie (większość Mazur) oraz białostockie (wschodnie powiaty: ełcki, gołdapski i olecki), podział obowiązuje do 1975
- 1966 – Ruciane-Nida otrzymuje prawa miejskie jako najmłodsze miasto na Mazurach
- 1975 – nowy podział administracyjny dzieli Mazury pomiędzy województwa olsztyńskie (zachód), suwalskie (wschód) i ciechanowskie (fragment południowo-zachodni z Działdowem), podział obowiązuje do 31 grudnia 1998
- 1996 – początek obsługi lotów cywilnych przez lotnisko w Szymanach
- 1998 – największymi miastami Mazur są kolejno Ełk, Ostróda, Giżycko i Kętrzyn, są to jedyne miasta o populacji przekraczającej 30 tys.
- 1999 – wizyta papieża Jana Pawła II w Ełku (ok. 300.000 pielgrzymów)
- 1999 – kolejny podział administracyjny Polski. Mazury zostają przyłączone do województwa warmińsko-mazurskiego
- 2016 – otwarcie rozbudowanego portu lotniczego Olsztyn-Mazury w Szymanach, jedynego portu lotniczego na Mazurach
- 2017 – największymi miastami Mazur są kolejno Ełk, Ostróda, Giżycko i Kętrzyn.

## Warunki naturalne
Krajobraz regionu został ukształtowany przez ostatnie zlodowacenie około 14 000–15 000 lat temu. Z tego okresu pochodzi, znaleziony w okolicach Giżycka, fragment rogu renifera.
Według regionalizacji fizycznogeograficznej Polski Mazury obejmują:
- Makroregion Pojezierze Chełmińsko-Dobrzyńskie, w tym mezoregiony:
  - Garb Lubawski (tylko wschodnia część)
  - Dolinę Drwęcy (tylko obszar Ostródy)
  - Równinę Urszulewską (tylko północno-wschodnia część)
- Makroregion Nizina Północnomazowiecka, w tym mezoregiony:
  - Wzniesienie Mławskie (obszar północno-zachodni)
  - Równinę Kurpiowską (tylko północne fragmenty)
- Makroregion Pojezierze Mazurskie, w tym mezoregiony:
  - Równinę Olsztynka (bez północno-zachodniej części na północ i wschód od Ostródy),
  - Pojezierze Olsztyńskie (tylko obszar Pasymia),
  - Równinę Mazurską,
  - Pojezierze Mrągowskie (tylko obszar Mrągowa i Szczytna),
  - Krainę Wielkich Jezior Mazurskich
  - Pojezierze Ełckie (bez Grajewa, Rajgrodu i Augustowa)
  - Krainę Węgorapy
  - Wzgórza Szeskie
- Makroregion Pojezierze Litewskie, w tym mezoregiony:
  - Puszcza Romincka
  - Pojezierze Suwalskie (tylko zachodnie i północno-zachodnie fragmenty)

Najwyższym szczytem Mazur jest Dylewska Góra (312 m n.p.m.), znajdująca się na Garbie Lubawskim. Pod względem powierzchni największym jeziorem na Mazurach są znajdujące się w Krainie Wielkich Jezior Mazurskich Śniardwy. Akwen ten jest jednocześnie największym jeziorem w Polsce pod względem powierzchni (113,8 km²). Najgłębszym jeziorem Mazur są Babięty Wielkie (65,2 m), znajdujące się na Pojezierzu Mrągowskim.

## Krajobraz

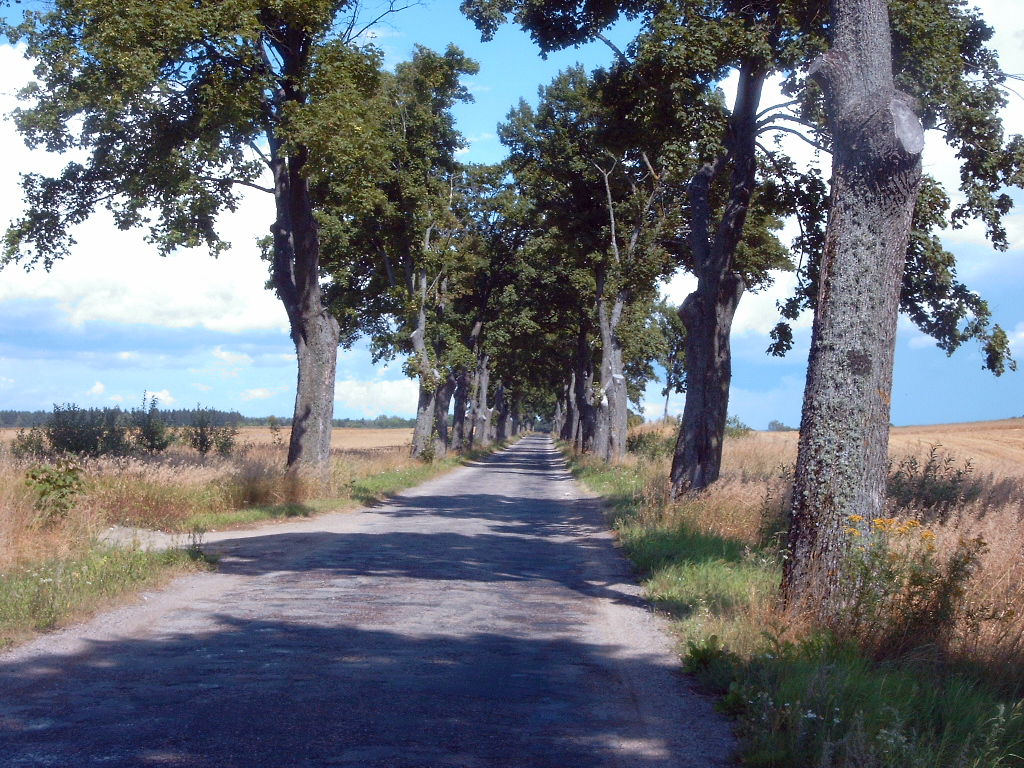
Charakterystyczna dla Mazur droga z aleją drzew.

Charakterystyczne elementy krajobrazu:
- przydrożne aleje drzew,
- pałace oraz dwory z założeniami parkowo-ogrodowymi,
- mazurskie cmentarze ewangelickie,
- obiekty dawnych linii kolejowych[26],
- charakterystyczne dla regionu są też pozostałości wczesnośredniowiecznych (XI–XII w.) posągów nagrobnych bądź przedstawień bóstw pruskich plemion, tzw. baby pruskie.

### Pałace i dwory
Spełniały one nie tylko funkcje użytkowe i reprezentacyjne, ale także gospodarcze. Składały się zwykle z położonej w centrum rezydencji z założeniem parkowym; cmentarzem rodowym; ze stawami. Obiekty te stanowiły niegdyś centra kultury i rolnictwa i są przykładem znaczących osiągnięć architektury europejskiej dawnych czasów. Po II wojnie światowej były często zamieniane w magazyny i PGR-y – co doprowadziło do ich znacznej dewastacji.

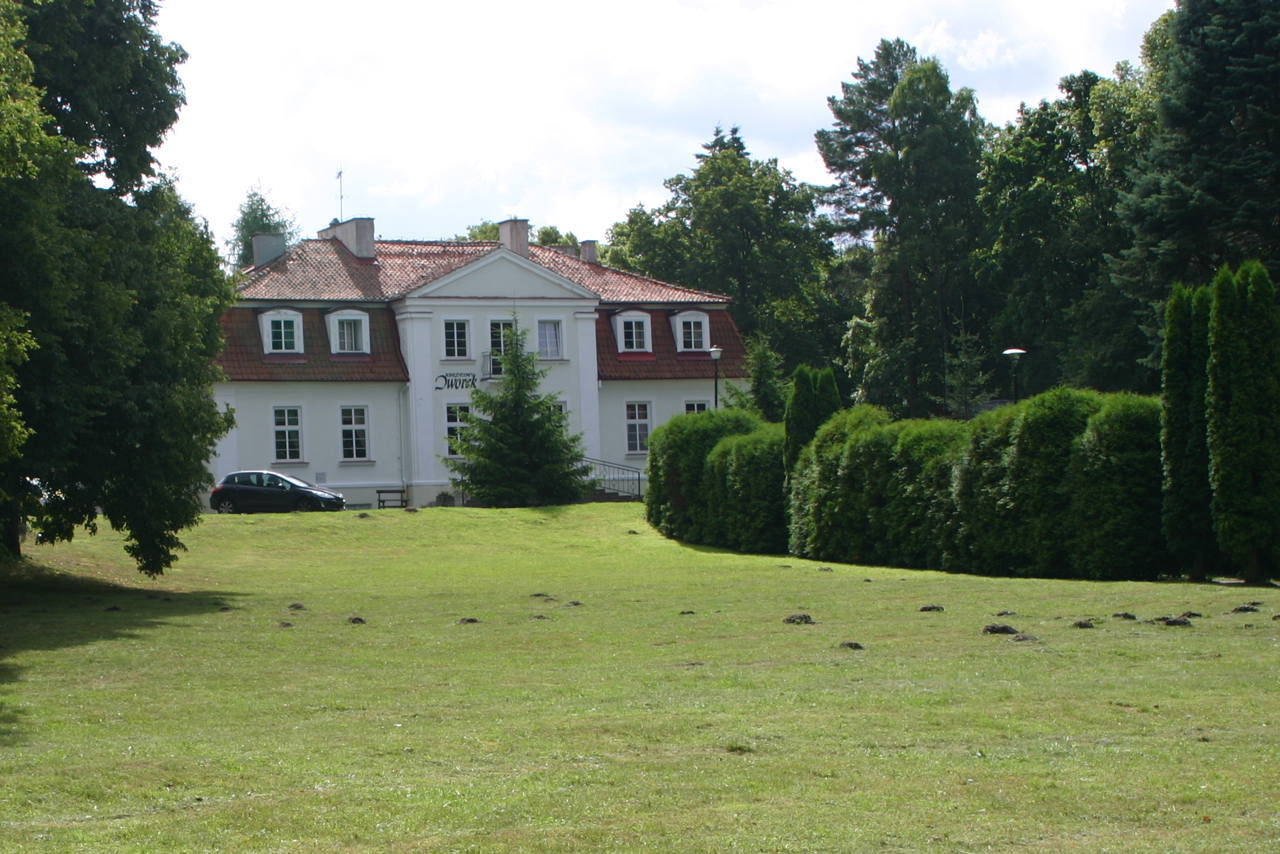
Dwór w Gierłoży
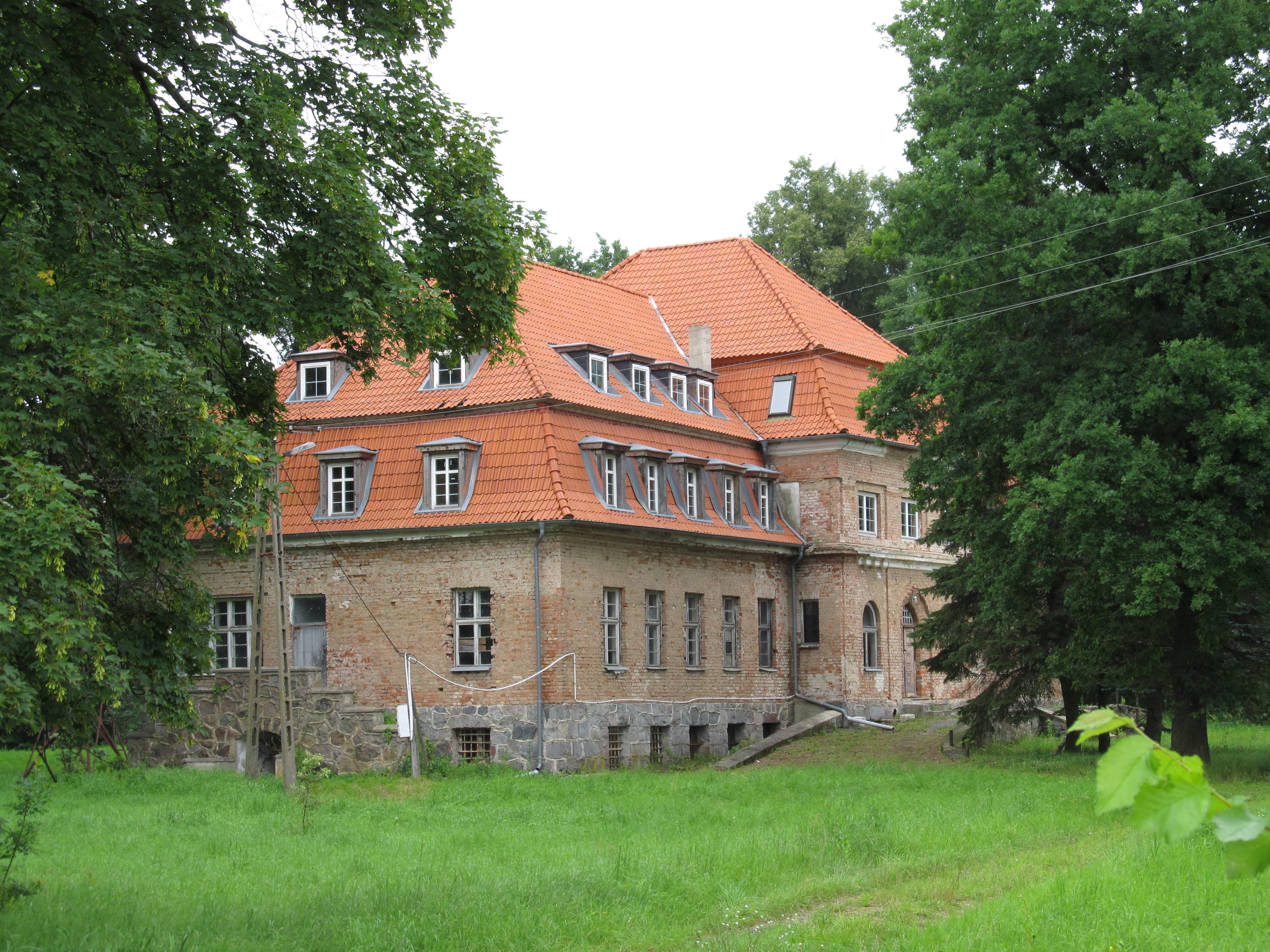
Dwór w Okowiźnie
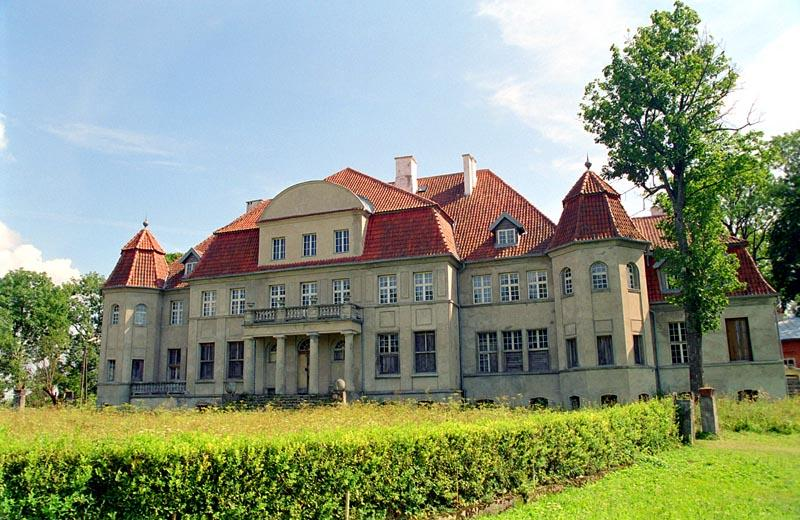
Pałac w Białej Oleckiej
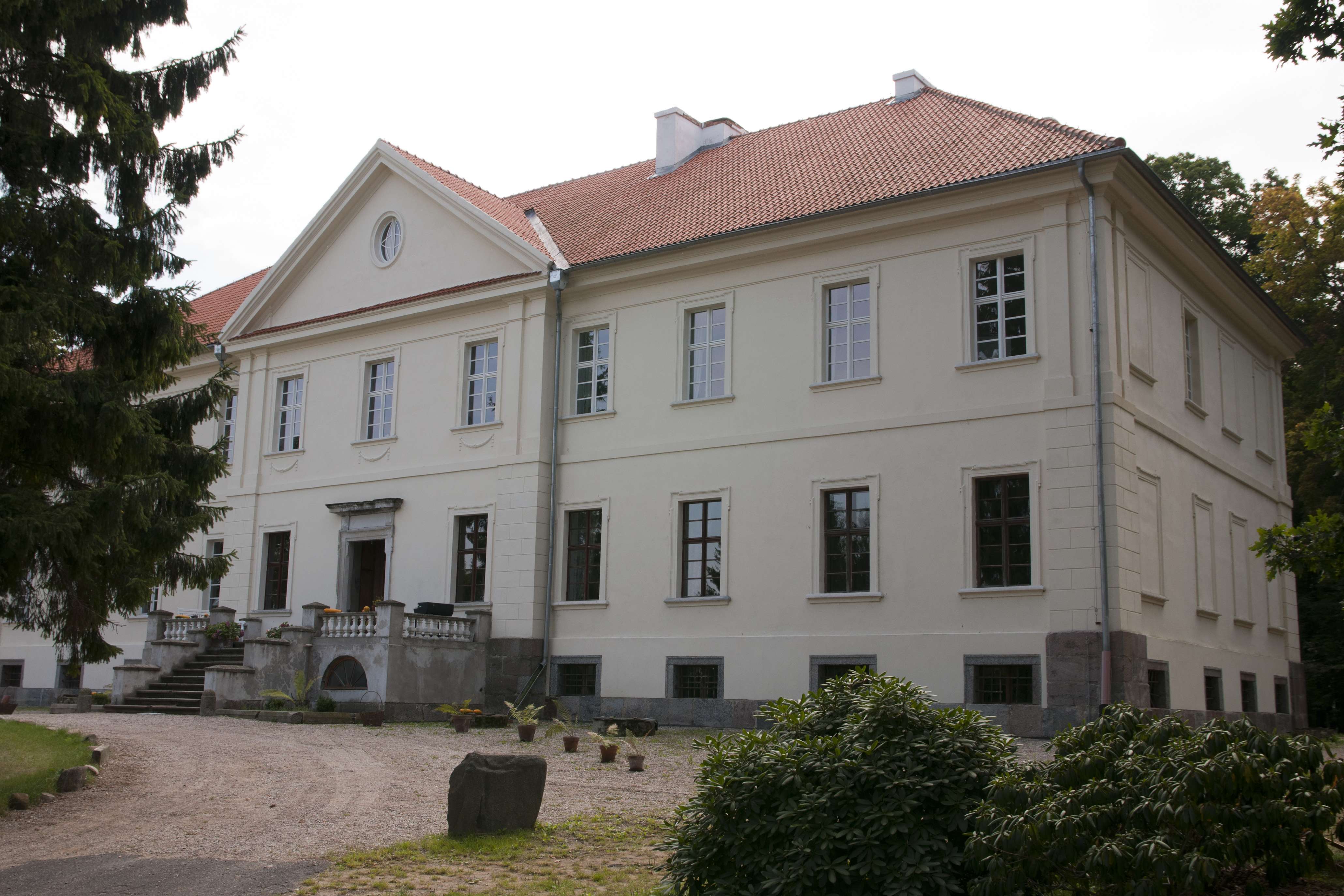
Pałac w Nakomiadach
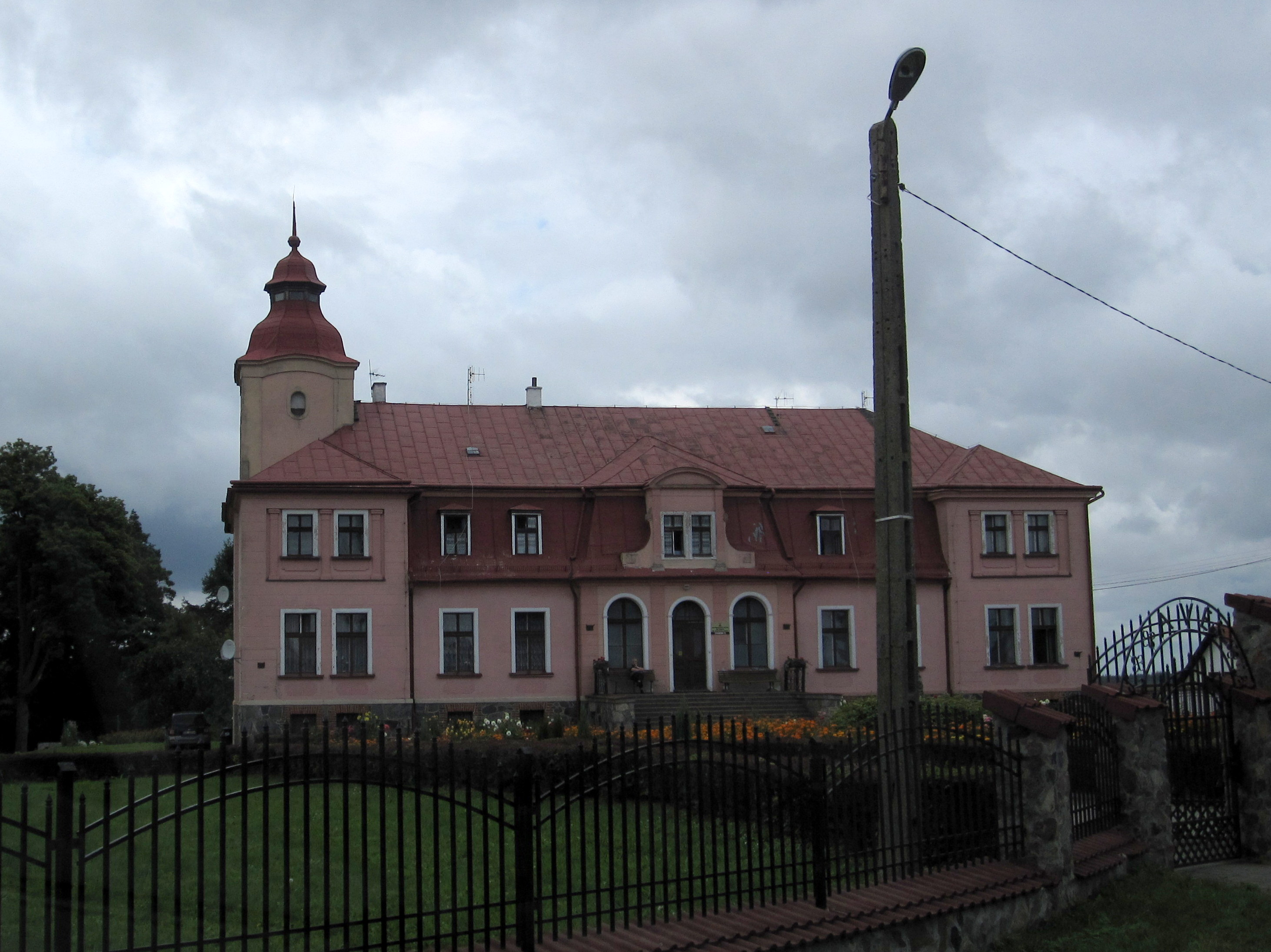
Pałac w Rychnowie
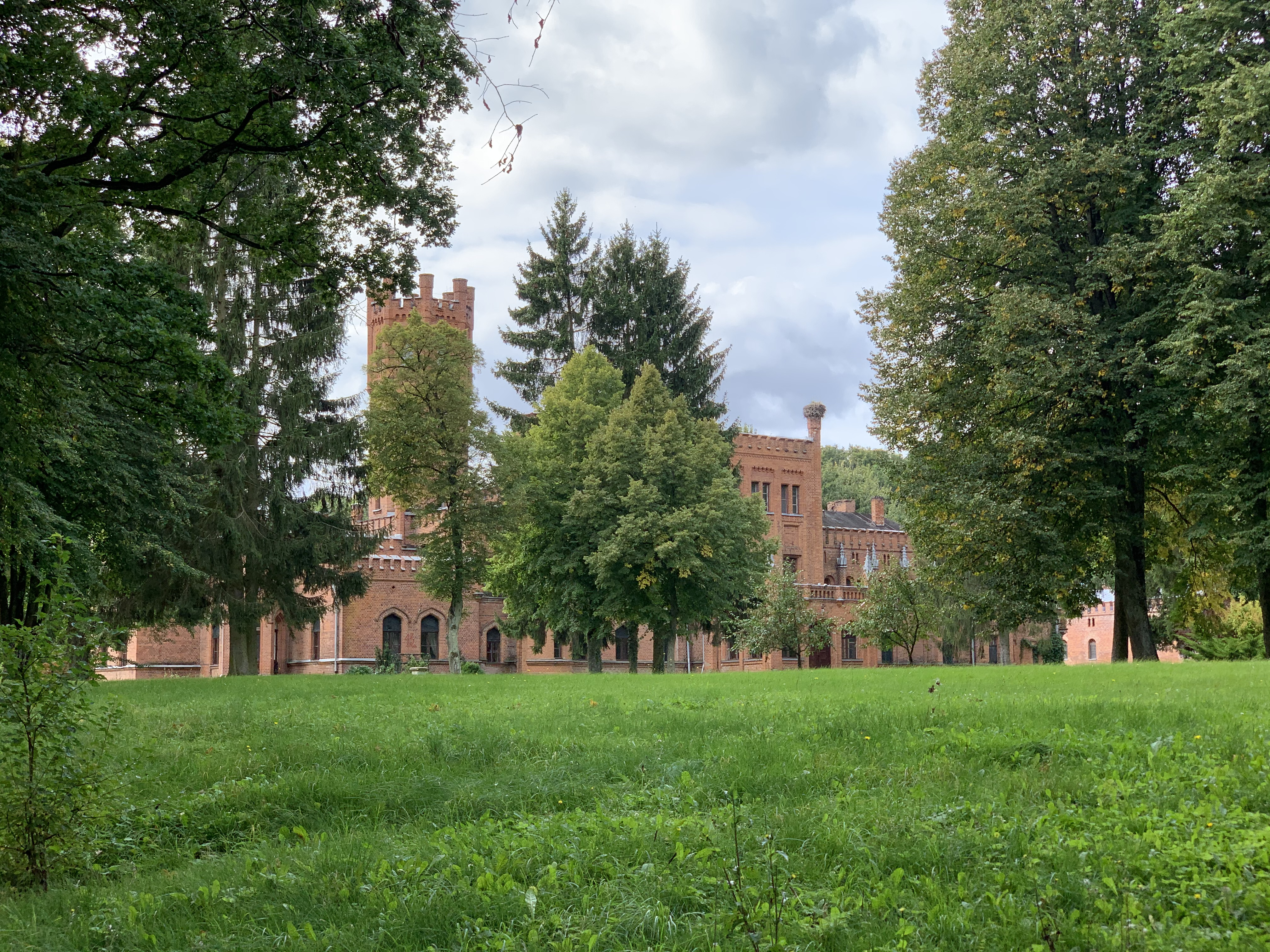
Pałac w Sorkwitach

### Cmentarze

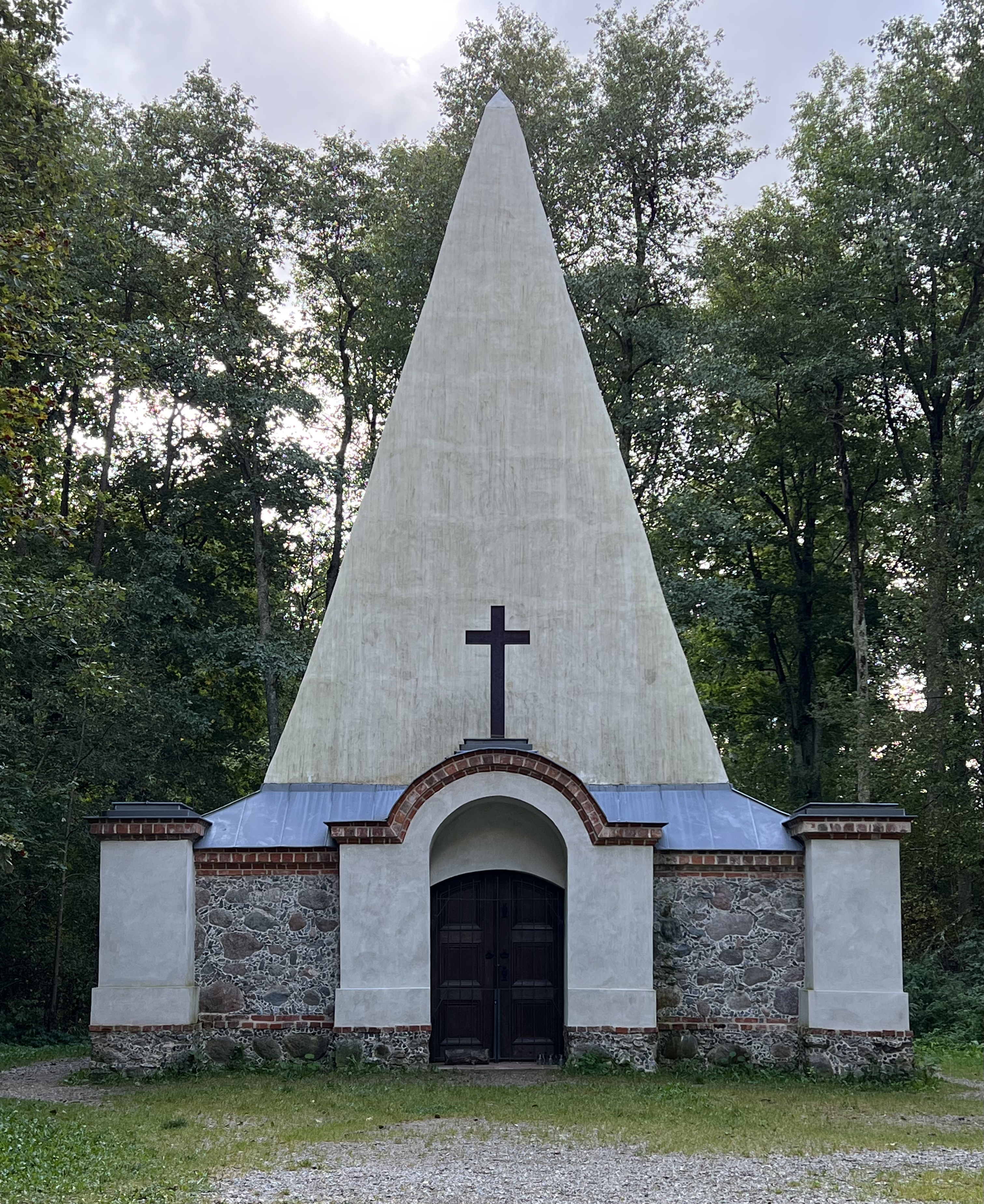
Piramida w Rapie

Współcześnie na terenie województwa warmińsko-mazurskiego znajduje się około 3200 cmentarzy, w tym najwięcej na Mazurach. Najwięcej z nich to cmentarze ewangelicko-augsburskie. Historia cmentarzy zaczyna się dopiero w XVIII wieku – wtedy to zmieniło się nastawienie ludności do śmierci. Grób stał się miejscem upamiętnienia człowieka, a nie tylko miejscem złożenia zwłok. Powstała sztuka nagrobna, groby zaczęły zdobić epitafia. Cmentarz stał się gajem – przedsionkiem raju.
Na Mazurach można wyróżnić cmentarze wiejskie, rodzinne, wojenne i cmentarze leśne.
Cmentarze wiejskie sytuowane były przy kościołach i dopiero w XIX wieku wprowadzono zakaz chowania zwłok w obrębach siedzib ludzkich. Każda wieś miała swój cmentarz leżący zwykle na wzniesieniu. Położenie cmentarzy zdradzają w krajobrazie kępy drzew tworzące zespoły zielonych alejek. Zwykle układ alejek zbudowany jest na planie krzyża. Na cmentarzach ewangelickich przeważają gatunki iglaste.
Cmentarze rodowe położone są zwykle w atrakcyjnych krajobrazowo miejscach i na wzniesieniach. Najbardziej znanym obiektem jest tu grobowiec rodziny Fahrenheidów – słynna piramida w Rapie.
Cmentarze z I wojny światowej stanowią proste układy kompozycyjne, skromne w formach. Na nich spoczywają żołnierze niemieccy i rosyjscy polegli w latach 1914–1915.
Obecnie (2008 r.) mazurskie cmentarze niszczeją w zapomnieniu. Zdewastowano groby, kwatery pozbawiono metalowych krzyży i zdobionych ogrodzeń, zniszczone i rozkradzione zostały płyty nagrobne i kamienne pomniki.

## Miasta
| Lp. | Miasto       | Populacja | Powierzchnia |
| --- | ------------ | --------- | ------------ |
| 1.  | Ełk          | 61 903    | 21,05 km²    |
| 2.  | Ostróda      | 33 216    | 14,15 km²    |
| 3.  | Giżycko      | 29 642    | 13,72 km²    |
| 4.  | Kętrzyn      | 27 629    | 10,35 km²    |
| 5.  | Szczytno     | 23 166    | 9,96 km²     |
| 6.  | Działdowo    | 21 370    | 11,47 km²    |
| 7.  | Mrągowo      | 21 302    | 14,81 km²    |
| 8.  | Pisz         | 19 386    | 10,08 km²    |
| 9.  | Olecko       | 16 422    | 11,62 km²    |
| 10. | Nidzica      | 13 872    | 6,86 km²     |
| 11. | Gołdap       | 13 740    | 17,20 km²    |
| 12. | Węgorzewo    | 11 438    | 10,87 km²    |
| 13. | Olsztynek    | 7677      | 7,69 km²     |
| 14. | Orzysz       | 5615      | 8,17 km²     |
| 15. | Ruciane-Nida | 4579      | 17,07 km²    |
| 16. | Biała Piska  | 4083      | 3,24 km²     |
| 17. | Mikołajki    | 3852      | 8,85 km²     |
| 18. | Wielbark     | 2911      | 1,84 km²     |
| 19. | Ryn          | 2865      | 4,09 km²     |
| 20. | Pasym        | 2549      | 15,18 km²    |
| 21. | Miłomłyn     | 2410      | 12,38 km²    |

### Miasta zdegradowane
Do miast Mazur (które jednak z różnych przyczyn utraciły status miasta) należą również:
| Lp. | Dawne miasto | Populacja | Prawa miejskie  | Degradacja          |
| --- | ------------ | --------- | --------------- | ------------------- |
| 1.  | Wydminy      | 2367      | 5 lipca 1945 r. | 27 września 1945 r. |
| 3.  | Dąbrówno     | 1014      | 1325 r.         | 1945 r.             |

### Nazewnictwo miejscowości
W latach 1945–1950 Komisja Nazw Miejscowości i Obiektów Fizjograficznych ponownie nazwała miejscowości i obiekty fizjograficzne (rzeki, jeziora) na terenie całych Prus, aby przywrócić lub często nadać nową, polską nazwę. Istniejące niektóre wcześniej w polskim piśmiennictwie lub lokalnej mowie nazwy, przemianowano na nowe, wcześniej nieużywane, związane m.in. z zasłużonymi dla regionu postaciami:
- Ządzbork – Mrągowo
- Lec lub Łuczany – Giżycko
- Rastembork – Kętrzyn
- Węgobork – Węgorzewo
- Dryfort – Srokowo
- Nibork – Nidzica
- Rudczanny – Ruciane
- Jańsbork – Pisz
- Łek – Ełk

## Wybitne osoby związane z Mazurami

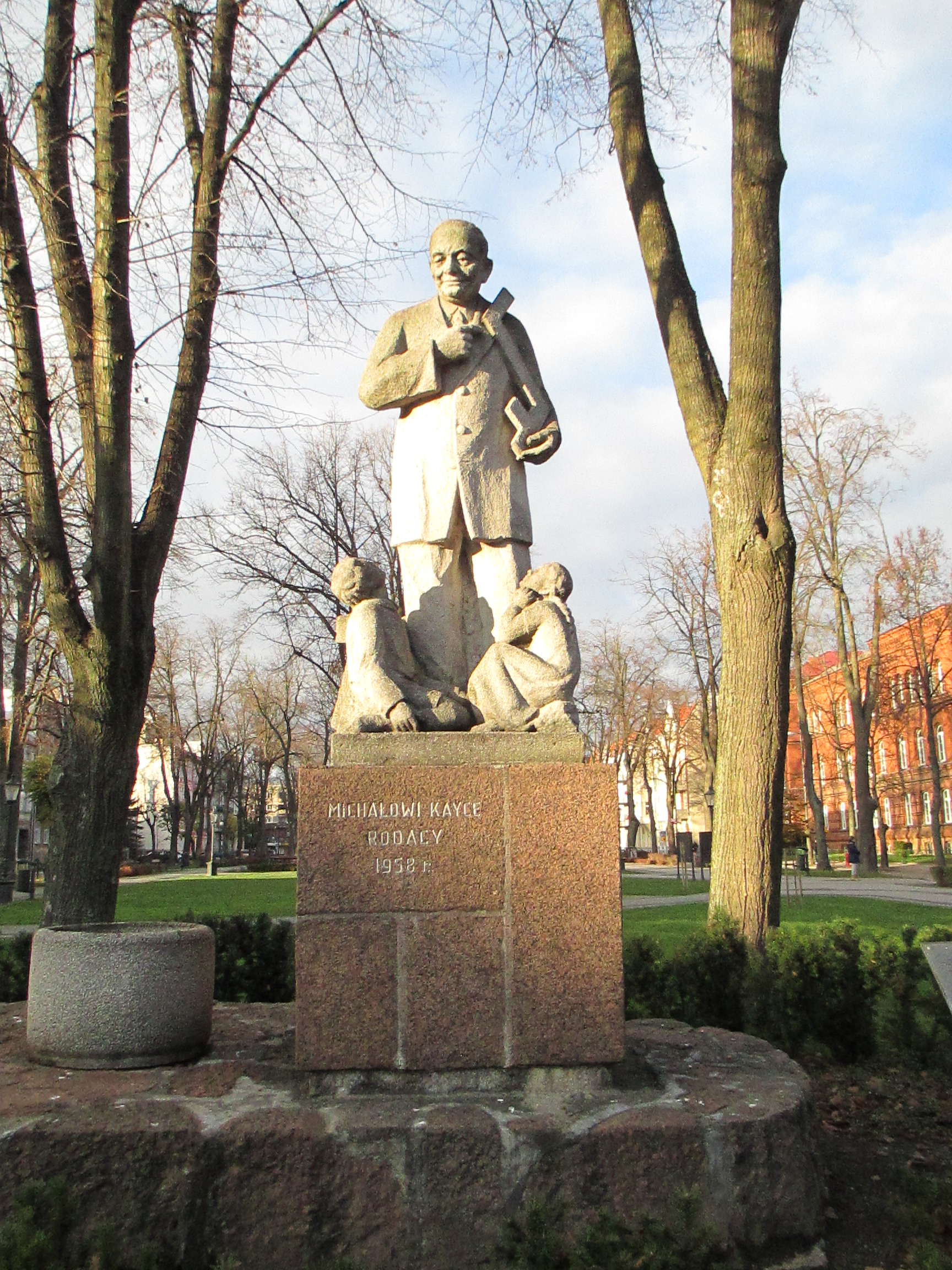
Pomnik Michała Kajki w Ełku

- Walenty Barczewski (1856–1928) – polski działacz narodowy, historyk i wydawca, autor m.in. Gwary ludu na Warmii i Mazurach, Kościoły katolickie na Mazurach, Źródła naszej Łyny, odznaczony Krzyżem Kawalerskim Polonia Restituta
- Gotfryd Bendziułła (1817–po 1892) – poeta i bibliotekarz, pisał korespondencje oraz wiersze do wydawnictw piętnujące akcję germanizacyjną, propagator czytelnictwa
- Friedrich Dewischeit – twórca nieoficjalnego hymnu Mazur
- Samuel Dorner (zm. po 1914 r.) – działacz Towarzystwa Czytelni Ludowych. Płodny poeta ludowy oraz korespondent „Mazura” i „Gazety Leckiej”.
- Marion Dönhoff (1909–2002)
- Marcin Giersz (1808–1895) – nauczyciel, pisarz i wydawca, współpracownik „Przyjaciela Ludu Łeckiego”, wydawanego w latach 1842–1845
- Gustaw Gizewiusz (1810–1848) – polski działacz społeczno-narodowy i polityczny na Mazurach, pastor ewangelicki, publicysta, tłumacz, wydawca
- Jan Jakub Gräber (1664–1729) – polski duchowny luterański, wydawca publikacji religijnych
- Georg Andreas Helwing (1666–1748)
- Johann Gottfried von Herder (1744–1803)
- Michał Kajka (1858–1940) – poeta ludowy, artysta, działacz mazurski[47]Pomnik Wojciecha Kętrzyńskiego w Kętrzynie

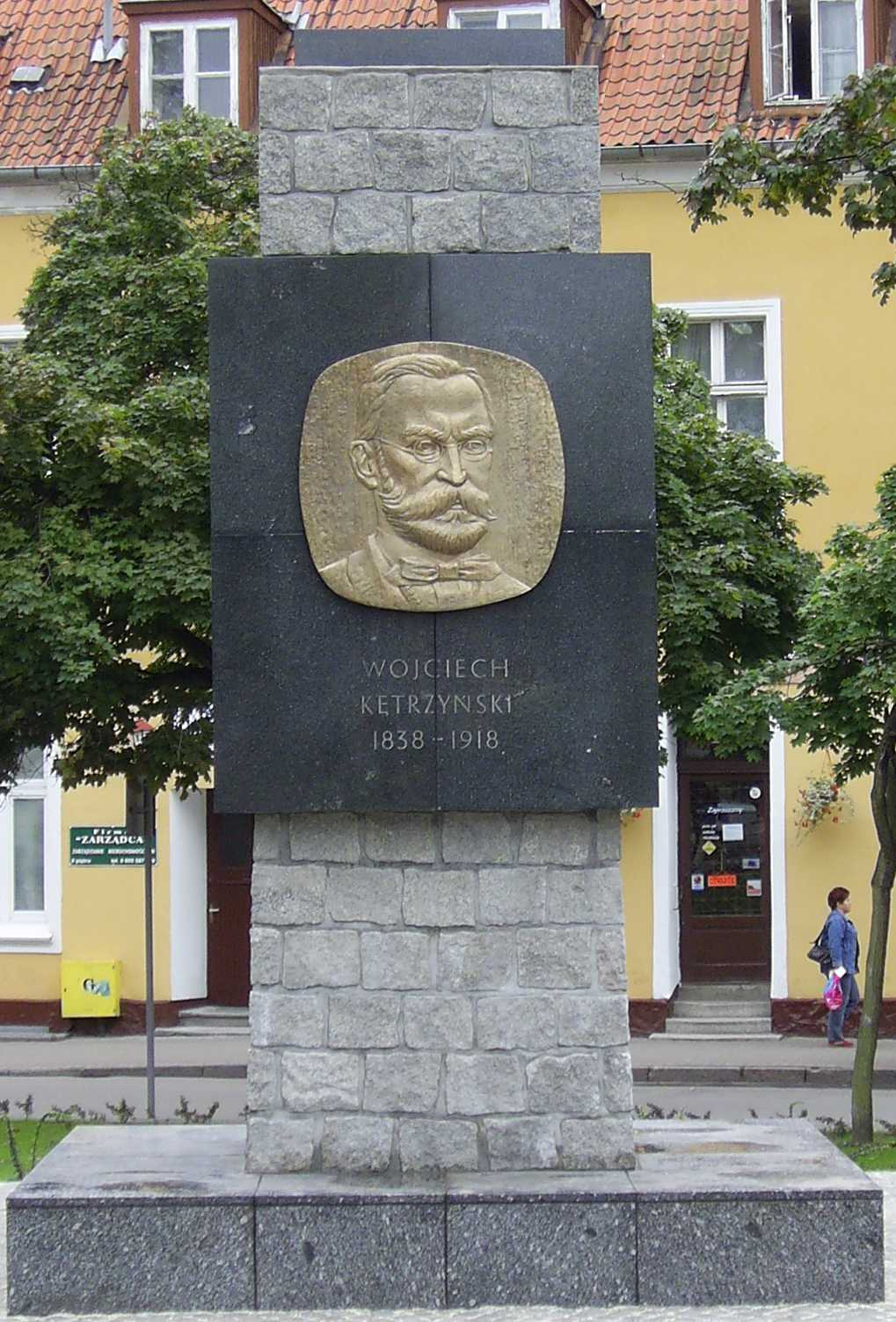
Pomnik Wojciecha Kętrzyńskiego w Kętrzynie

- Wojciech Kętrzyński (1838–1918) – polski historyk, wieloletni dyrektor Zakładu Narodowego im. Ossolińskich we Lwowie (ur. w Lecu)
- Hans Hellmut Kirst (1914–1989)
- Walter Kollo (1878–1940)
- Erwin Kruk (1941–2017) – polski poeta, prozaik, eseista, pisarz, senator I kadencji.
- Udo Lattek (1935–2015)
- Siegfried Lenz (1926–2014)
- Gustaw Leyding-Mielecki (1899–1974) – polski dziennikarz, działacz narodowy na Mazurach, w okresie międzywojennym razem z ojcem Gustawem (seniorem) pracował nad tworzeniem polskiej świadomości wśród Mazurów, a także przyłączeniem Mazur do Polski. W latach 1919–1920 członek Polskiej Rady Ludowej w powiecie szczycieńskim oraz Mazurskiego Związku Ludowego[39]
- Fryderyk Leyk (1885–1968) – poeta, publicysta i pamiętnikarz
- Jan Luśtych (1833–1901) – poeta ludowy, przeciwnik germanizacji
- Hieronim Malecki (1525/26–1583/84) – polski pastor i teolog luterański, wydawca, tłumacz i drukarz, jeden z twórców literackiej polszczyzny, pierwszy rektor Akademii Mazurskiej w Ełku
- Karol Małłek (1898–1969) – folklorysta, pisarz i publicysta. Współpracownik Gazety Mazurskiej. Autor Jutrzni mazurskiej na Gody, Mazurskiego śpiewnika regionalnego, Wesela mazurskiego, Jest dąb nad Mukrem, Opowieści znad mazurskiego Gangesu, O dawnych zwyczajach ludowych, Interludium mazurskiego i kilku innych[48].
- Jan Marczówka (ok. 1810 – po 1880) – poeta ludowy, nauczyciel ze Starych Juch[49]Pomnik Krzysztofa Celestyna Mrongowiusza w Olsztynku

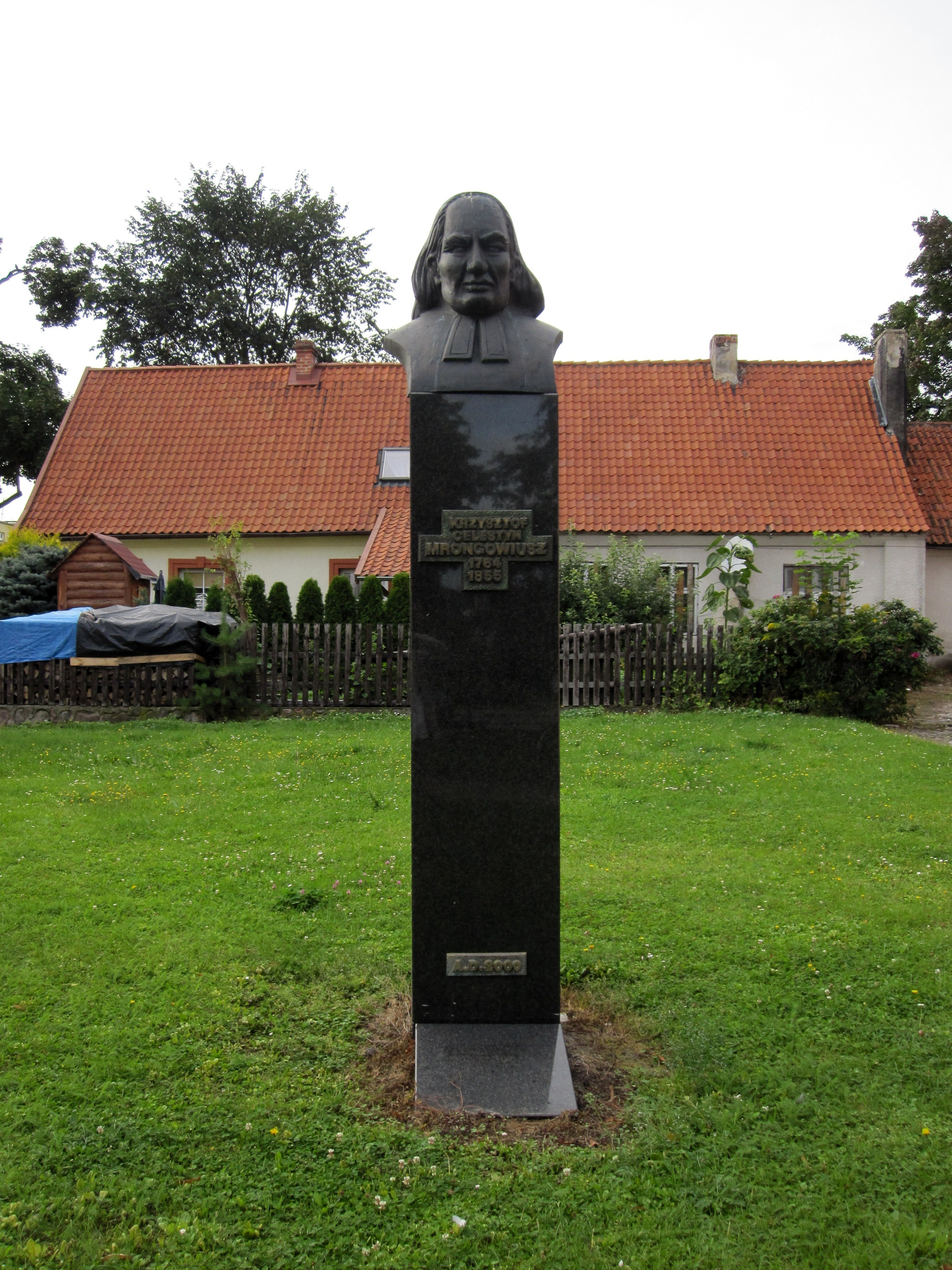
Pomnik Krzysztofa Celestyna Mrongowiusza w Olsztynku

- Krzysztof Celestyn Mrongowiusz (1764–1855) – pastor, kaznodzieja ewangelicki, lobbysta polskości w zaborze pruskim, mieszkaniec Gdańska, filozof, językoznawca, tłumacz, ur. w Olsztynku
- Celestyn Myślenta (1588–1653) – polski teolog luterański, orientalista, przez 24 lata rektor Uniwersytetu Albrechta w Królewcu
- Józef Naronowicz-Naroński (ok. 1610–1678) – polski kartograf, matematyk, geodeta i architekt, zamieszkiwał i zmarł w Szczytnie
- Frycz Olszewski (pocz. XIX w. – po 1876) – jeden z pierwszych ludowych poetów nie tylko mazurskich, ale i polskich
- Jan Karol Sembrzycki (1856–1919) – redaktor pism dla ludności mazurskiej i folklorysta. Propagator i organizator Towarzystwa Czytelni Ludowych. Jeden z pierwszych polskich etnografów i folklorystów zajmujących się Mazurami
- Jerzy Skrodzki (1635–1682) – polski duchowny luterański i pisarz religijny, ur. w Dąbrównie
- Helmuth Stieff (1901–1944)
- Tobiasz Stullich (1841–1908) – polski poeta ludowy[50].
- Krystyn Lach Szyrma (1790–1866) – polski filozof, pisarz i publicysta, działacz polityczny, ur. w Wojnasach
- Ernst Wiechert (1887–1950) – urodzony pod Mrągowem pisarz i piewca Mazur